# Bulgarie
République de Bulgarie
(bg) Република България 
(bg) Republika Bălgarija 
La Bulgarie, en forme longue la république de Bulgarie (en bulgare : България et Република България, translittération : Bălgarija et Republika Bălgarija), est un pays d'Europe du Sud-Est situé dans les Balkans. Elle est bordée par la mer Noire à l'est, au sud par la Grèce et la Turquie, au nord par le Danube et la Roumanie, à l'ouest par la Serbie et la Macédoine du Nord. Sa capitale est Sofia.
La Bulgarie couvre approximativement la Thrace antique. Les premiers vestiges de civilisation sur son territoire datent de la fin du chalcolithique vers 4600 av. J.-C. Les Slaves s'y installent au VIe siècle et adoptent le christianisme de rite grec. Les Proto-Bulgares fondent en 680-681 le « khanat bulgare du Danube », l'un des États successeurs de la Grande Bulgarie. Tengristes, ils adoptent eux aussi le christianisme en 864. Le « Premier Empire » ainsi fondé doit son nom aux Proto-Bulgares et sa foi aux Grecs : sur ces bases, il constitue au Moyen Âge la première et plus ancienne civilisation bulgare et fait adopter sa langue aux autres peuples slaves. Grâce à l'écriture cyrillique son influence est renforcée et il est l'un des héritages.
De 1018 à 1185 le pays devient une partie de l'Empire byzantin, mais renaît ensuite de ses cendres, plus étendu encore puisqu'il englobe au XIIe siècle les actuelles Bulgarie, Macédoine du Nord, Macédoine-Occidentale, Serbie orientale, Valachie et Moldavie (territoires qui garderont jusqu'au XVIIIe siècle la liturgie et leur langue). Après 1371, ce « Second Empire » se morcelle en plusieurs principautés (tzarats de Vidin et de Tarnovo, despotat de Dobroudja, principauté de Valachie, principautés slavo-macédoniennes), qui tombent sous la domination turque ottomane à la fin du siècle.
Après une série de révoltes durant le XIXe siècle, un grand État de Bulgarie est défini au traité de San Stefano en 1878, mais le Congrès de Berlin met fin à ce rêve en créant deux petites principautés bulgares qui, malgré les réticences des puissances occidentales, parviennent à s'unir en 1885 en un royaume qui fait reconnaître son indépendance en 1908. Pour tenter de retrouver ses frontières de San Stefano, la Bulgarie s'allie à l'Allemagne durant les deux guerres mondiales. En 1946, elle est intégrée dans le « bloc de l'Est » qui se disloque en 1990. Elle est membre de l'Organisation mondiale du commerce depuis 1996, de l'OTAN depuis 2004, de l'Union européenne depuis 2007.
La Bulgarie est une république laïque parlementaire et démocratique affichant un haut indice de développement humain (0,795).

## Étymologie
Il est possible que la dénomination slavonne блъгаринъ blŭgarinŭ transcrive l'ancien turc bŭlgar (signifiant « agité, énergique, dérangeant »). La langue turque actuelle la plus proche du proto-bulgare est le tchouvache (чӑваш). Le nom bŭlgar désignait les Proto-Bulgares, peuple cavalier venu de la steppe pontique et dont les origines sont, semble-t-il, multiples, en partie iraniennes avec des composantes alanes, mais surtout turques avec des composantes koutrigoures, outigoures, saragoures, khazares, petchénègues et coumanes.

## Géographie
La Bulgarie se trouve dans le Sud-Est de l'Europe, avec 1 808 km de frontières terrestres (Roumanie 608 km ; Grèce 494 km ; Serbie 318 km ; Turquie 240 km ; Macédoine du Nord 148 km). La longueur du littoral est de 354 km et l'altitude s'élève de 0 m (la côte de la Mer Noire) à 2 925 m (le mont Mousala).
La principale caractéristique du pays est sa division en bandes de montagnes et de plaines orientées est-ouest. Du nord au sud se succèdent le plateau Danubien, le massif des Balkans (Stara planina), la Thrace du Nord, le massif du Rila et le massif des Rhodopes. La partie est, près de la mer Noire, est constituée de collines qui gagnent progressivement en hauteur en allant vers l'ouest. La partie ouest du pays est constituée uniquement de montagnes.
Plus des deux tiers du pays, constitués de plaines, plateaux et collines, se situent à une altitude inférieure à 600 mètres. Les plaines (moins de 200 mètres d'altitude) représentent 31 % de la surface du pays, les plateaux (entre 200 et 600 mètres) 41 % de la surface, les montagnes de faible élévation (entre 600 et 1 000 mètres) 10 %, les montagnes moyennes (entre 1 000 et 1 500 mètres) 10 % et les montagnes élevées (plus de 1 500 mètres) 3 %. L'altitude moyenne de la Bulgarie est de 470 mètres.
Des montagnes relativement hautes occupent la zone située entre le bassin de Sofia, la plaine de Thrace et la frontière avec la Grèce au sud : les monts de Vitocha au sud de Sofia, le massif de Rila plus loin vers le sud et le massif de Pirin dans le Sud-Ouest de la Bulgarie. Ces montagnes constituent les paysages les plus saisissants de la Bulgarie et de toute la péninsule des Balkans. Le massif de Rila culmine au mont Mousala, plus haut sommet des pays Balkans. Une douzaine d'autres sommets dans le même massif culminent à plus de 2 600 mètres. Les plus hautes montagnes se caractérisent par des sommets rocheux et des lacs situés au-dessus de la limite arbustive. Les sommets moins élevés sont couverts de prairies alpestres qui donnent à la chaîne une image de paysage verdoyant. La chaîne de Pirin est caractérisée par des sommets et des pentes rocheuses. Son plus haut sommet est le mont Vihren, la deuxième plus haute montagne de Bulgarie. Plus à l'est se trouve le vaste massif des Rhodopes.
Trois massifs montagneux : le Grand Balkan, le Rila et les Rhodopes, atteignent une altitude moyenne de 2 000 mètres et commandent un réseau de vallées dont la plus connue est la vallée des Roses. Les plaines qui s'étendent dans le Nord sont irriguées par les affluents du Danube tandis que celle du Sud est le centre du bassin hydrographique de la Maritsa.
La Bulgarie a un réseau de 540 rivières, dont la plupart sont plutôt courtes. Le Danube reçoit environ 4 % de ses eaux des affluents de Bulgarie, tous issus du massif des Balkans, à part l'Iskar qui prend sa source dans le massif de Rila et coule vers le nord en passant par la banlieue est de Sofia, puis en longeant un canyon perpendiculaire aux Balkans pour finalement rejoindre le Danube. Le cours du Danube le long de la frontière entre la Bulgarie et la Roumanie est large de 1,6 à 2,4 km. La période des hautes eaux se situe en juin. Le fleuve est gelé en moyenne durant 40 jours par an.

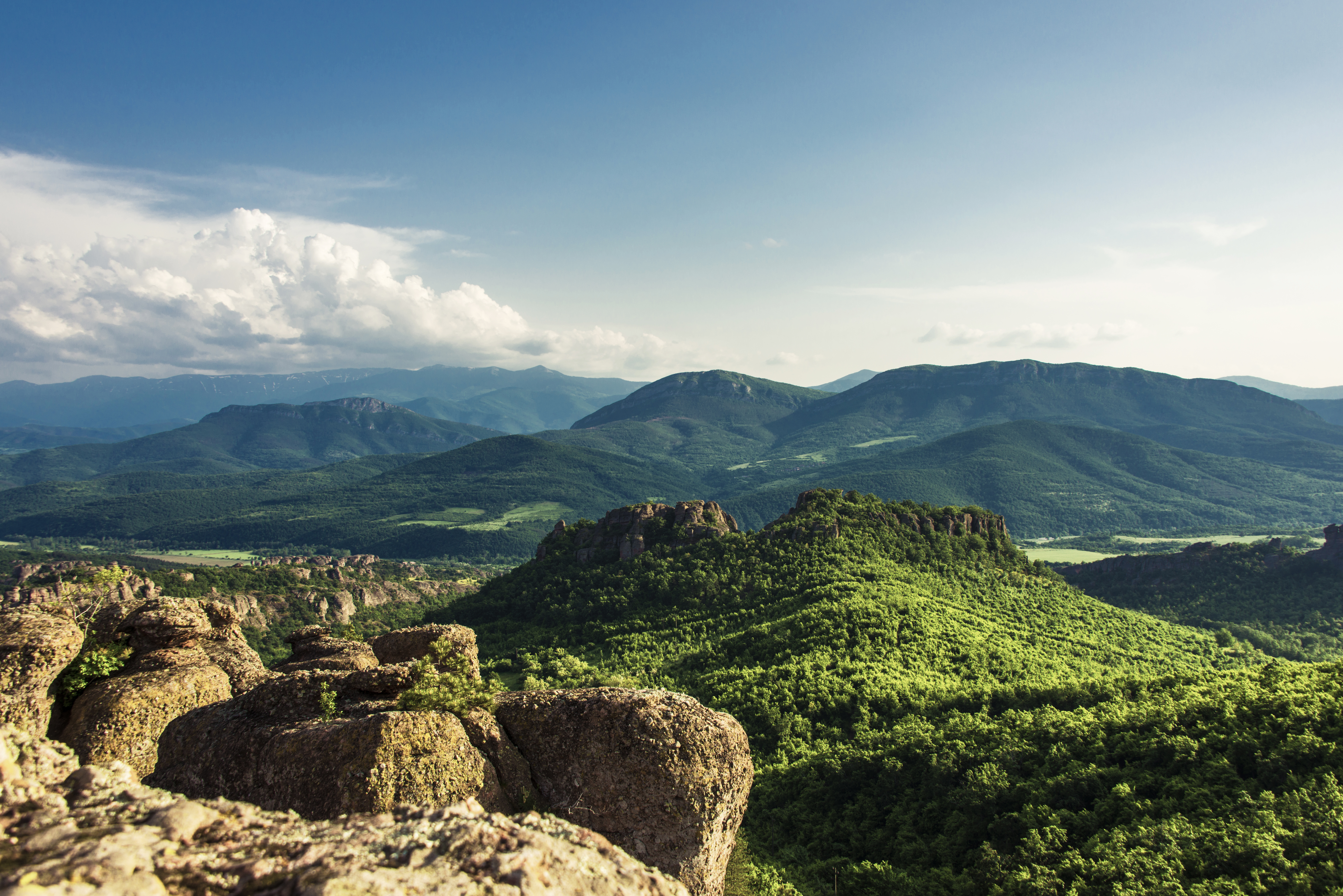
Pierres de Belogradtchik.
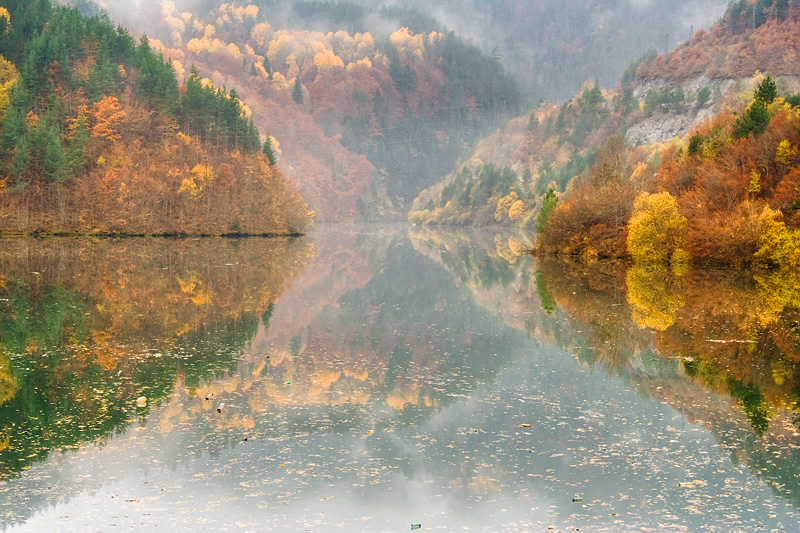
Vue des Rhodopes.
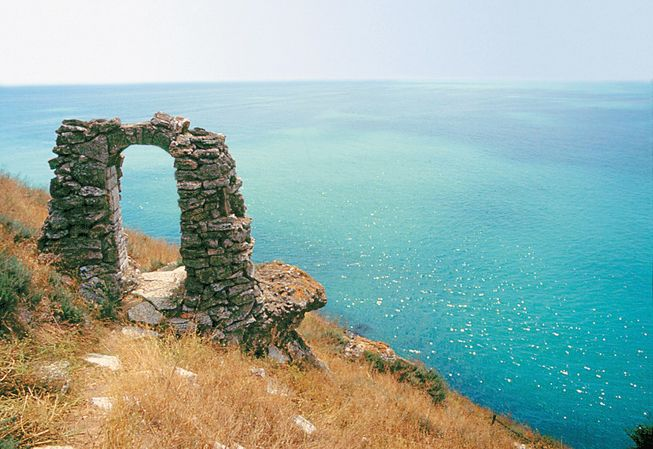
La mer Noire près du cap Kaliakra.
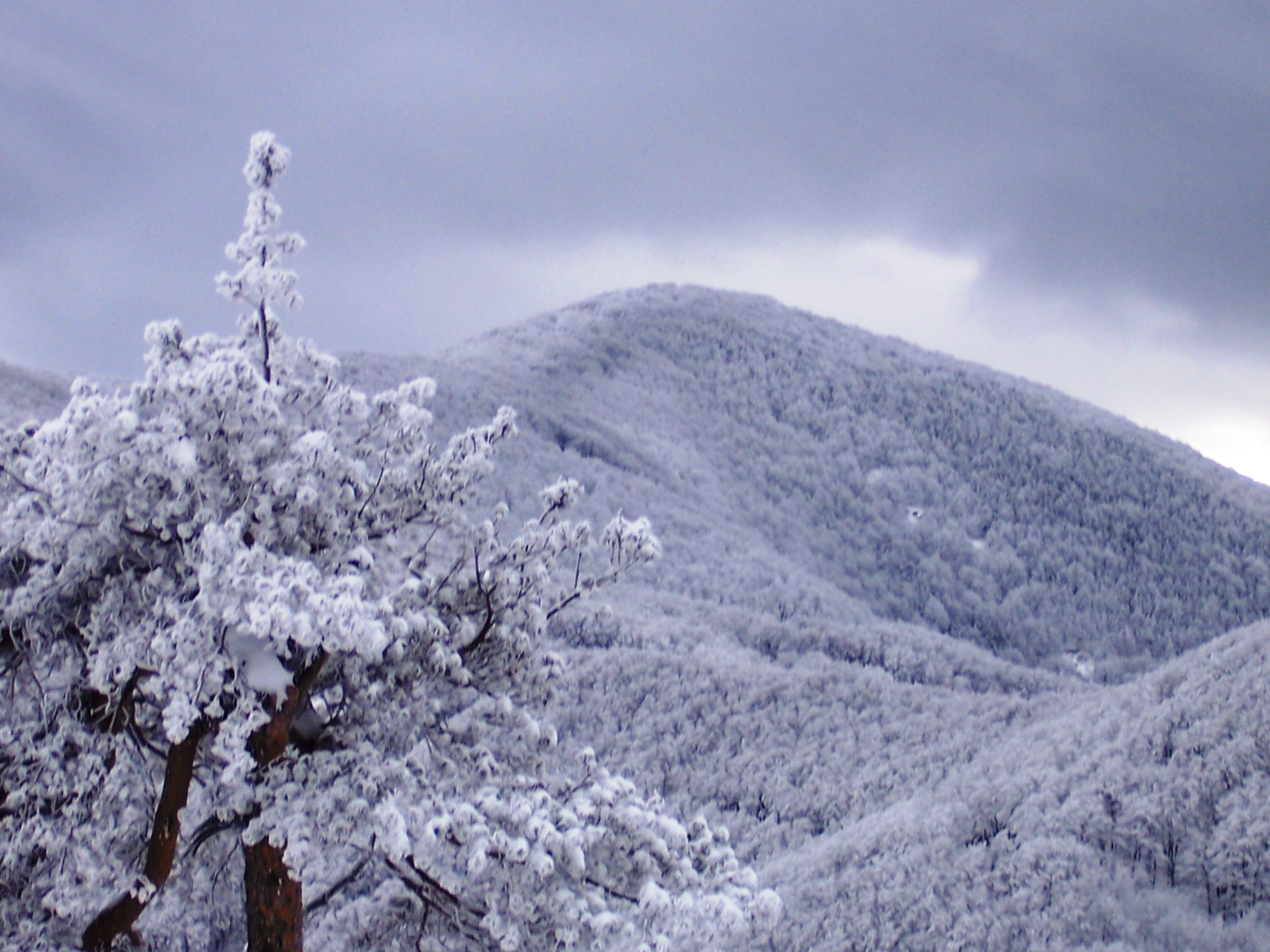
Mont Chipka en hiver.
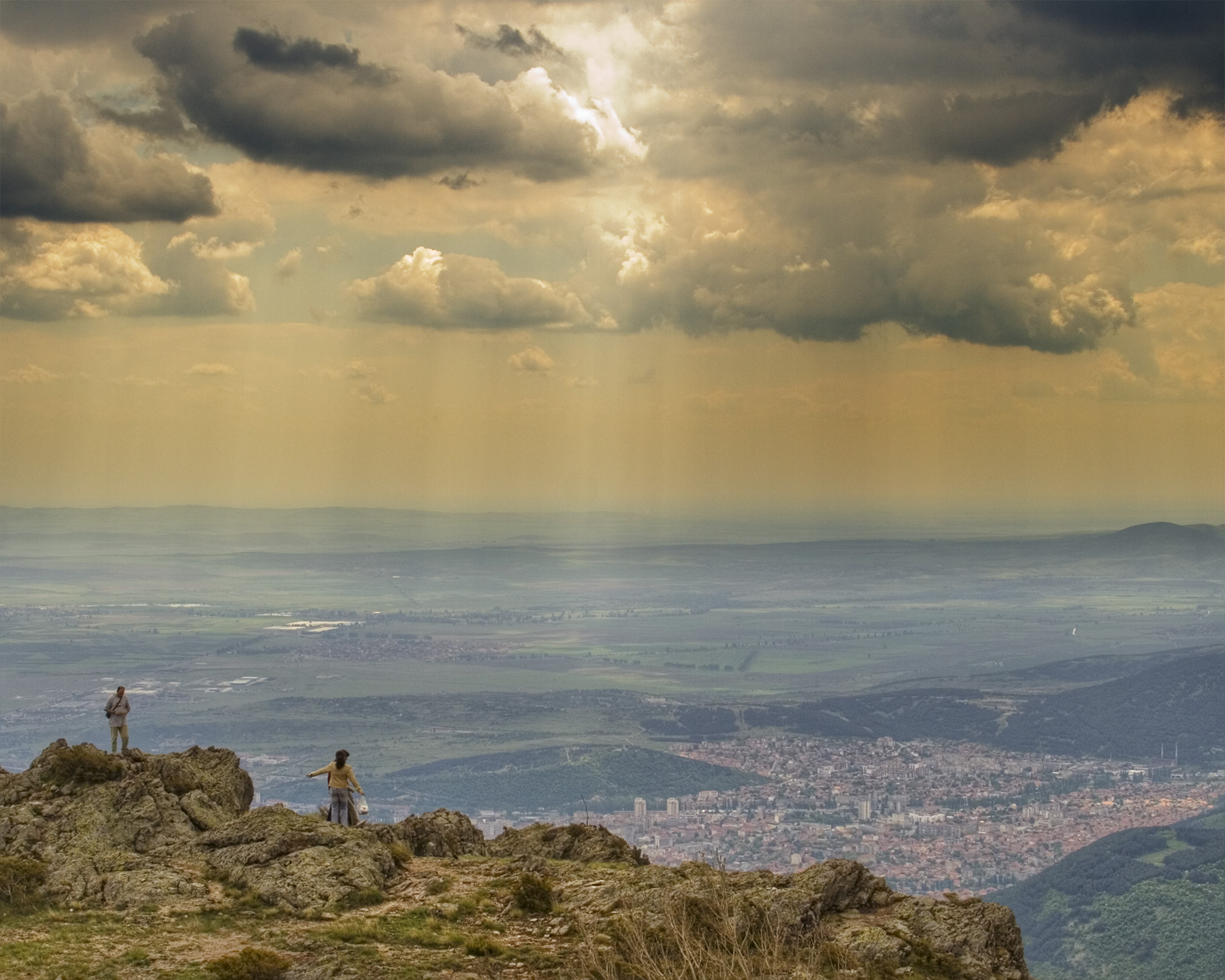
Panorama sur la plaine de Thrace et la ville de Sliven d'un promontoire du Grand Balkan.

### Préservation de l'environnement
Le pays a signé et ratifié le protocole de Kyoto. En 2010, la Bulgarie a atteint son objectif de réduire ses émissions de CO2 par 30 % en comparaison avec les niveaux de 1990. Malgré ce progrès, les grandes régions urbaines souffrent de la pollution de l'air gravement causée par des usines obsolètes et des centrales électriques à charbon. L'environnement est affecté aussi par l'utilisation de pesticides et la production énorme de métaux lourds à l'époque communiste.
Pour améliorer la situation écologique, le pays a initié quelques programmes pour préserver l'environnement. Plus de 35 % du territoire de la Bulgarie est couvert par des forêts.
La Bulgarie est condamnée par la cour de justice européenne en 2017 pour « non-respect systématique et persistant, depuis l'année 2007 jusqu'à l'année 2013 incluse au moins des valeurs limites journalières et annuelles applicables aux concentrations de particules en suspension ». La pollution diminue l'espérance de vie des Bulgares de 2,5 années selon l'Organisation mondiale de la santé.
Le jour du dépassement (date de l'année, calculée par l'ONG américaine Global Footprint Network, à partir de laquelle l'humanité est supposée avoir consommé l'ensemble des ressources que la planète est capable de régénérer en un an) de la Bulgarie est le 22 juin (pour l'année 2019)[Pas dans la source].

#### Réseau européen Natura 2000
Le réseau Natura 2000 rassemble des sites naturels ou semi-naturels de l'Union européenne ayant une grande valeur patrimoniale, par la faune et la flore exceptionnelles qu'ils contiennent.

Carte topographique de la Bulgarie.

En décembre 2018, la Bulgarie comptait 339 sites dont :
- 119 zones de protection spéciale (ZPS) pour les oiseaux sur une superficie de 25 776 km2 ;
- 233 zones spéciales de conservation (ZSC) (dont les pSIC, SIC) pour les habitats et les espèces sur une superficie de 35 740 km2 ;
- la superficie totale est de 41 048 km2, ce qui représente 34,5 % de la surface terrestre et marine du territoire de la Bulgarie[23].

### Subdivisions

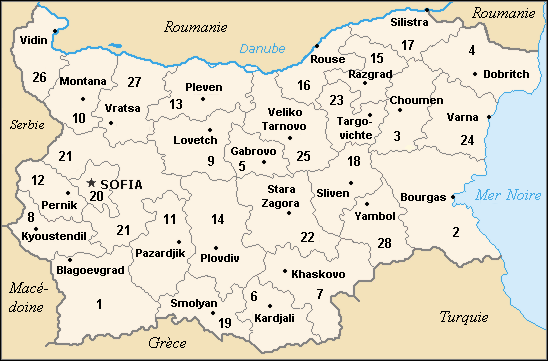
Les 28 oblasti de la Bulgarie.

Depuis 1999, la Bulgarie est subdivisée en 28 oblasti (en bulgare : област = oblast, au singulier, et области = oblasti, au pluriel). Ce terme peut être traduit, au choix, par « région », « district » ou « province ».
Chacune des 28 régions porte le nom de la ville qui en est le chef-lieu, et où siège un « gouverneur régional » (en bulgare областен управител = oblasten oupravitel), dont le rôle est plus ou moins comparable à celui d'un préfet de département en France[réf. nécessaire]. Les gouverneurs régionaux sont nommés par le Conseil des ministres national, prévoyant un État fortement centralisé[réf. nécessaire]. Les municipalités sont dirigées par des maires, qui sont élus pour quatre ans, et par les conseils municipaux, qui sont élus au suffrage direct des organes législatifs. Les juridictions subnationales sont fortement dépendantes du gouvernement central pour le financement.
En dehors de cet échelon régional existe un échelon local, celui des « communes » (en bulgare : община – obchtina – au singulier, общини – obchtini – au pluriel), au sein desquelles chaque ville et village conserve une personnalité propre, même si une intercommunalité semble avoir existé dès le milieu du XIXe siècle.

## Climat
Le climat de la Bulgarie est de type continental et méditerranéen (climat pontique). À l'ouest et au nord du pays, le climat est nettement continental, caractérisé par des hivers froids et des étés chauds aux températures comprises entre −3 °C et 6 °C l'hiver et 15 °C à 27 °C l'été. Sur la côte de la mer Noire au sud-est du pays se fait sentir l'influence du climat méditerranéen, les températures restent positives, entre 0 °C et 8 °C à 10 °C l'hiver et 17 °C à 30 °C l'été. Le centre du pays est sujet à un climat de transition entre l'est et le sud (doux), l'ouest et le nord (plus froid). L'ensoleillement est élevé, surtout dans le sud et sur la côte au printemps, en été et jusqu'au début de l'automne. La pluie est fréquente en automne mais rare l'été, hormis quelques orages nocturnes. La neige est fréquente, surtout dans l'intérieur du pays et sur les massifs.

## Histoire

### Antiquité

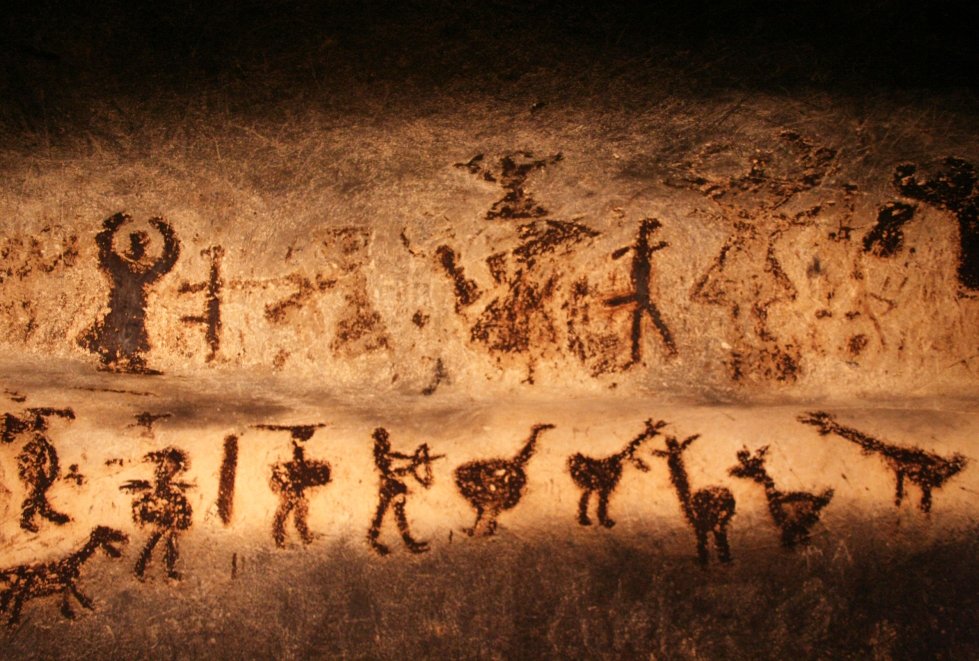
Peintures rupestres datant de l'Épipaléolithique, dans la grotte de Magoura.

En 4600 avant l'ère chrétienne, une civilisation agricole se développe autour des limans voisins de la mer Noire, autour de l'actuelle ville de Varna. Cette culture de Varna, datant de la fin du chalcolithique, connaît un développement culturel et technologique sans précédent pour l'époque avec d'admirables poteries, des idoles en os et en pierre, des outils de cuivre et une nécropole contenant les objets d'or, découverte en 1972 (la plupart des pièces sont en électrum, alliage naturel d'or et d'argent pouvant contenir entre 15 et 40 % d'argent),. La ville actuelle de Solnitsata (« saline ») est une des plus anciennes salines d'Europe.

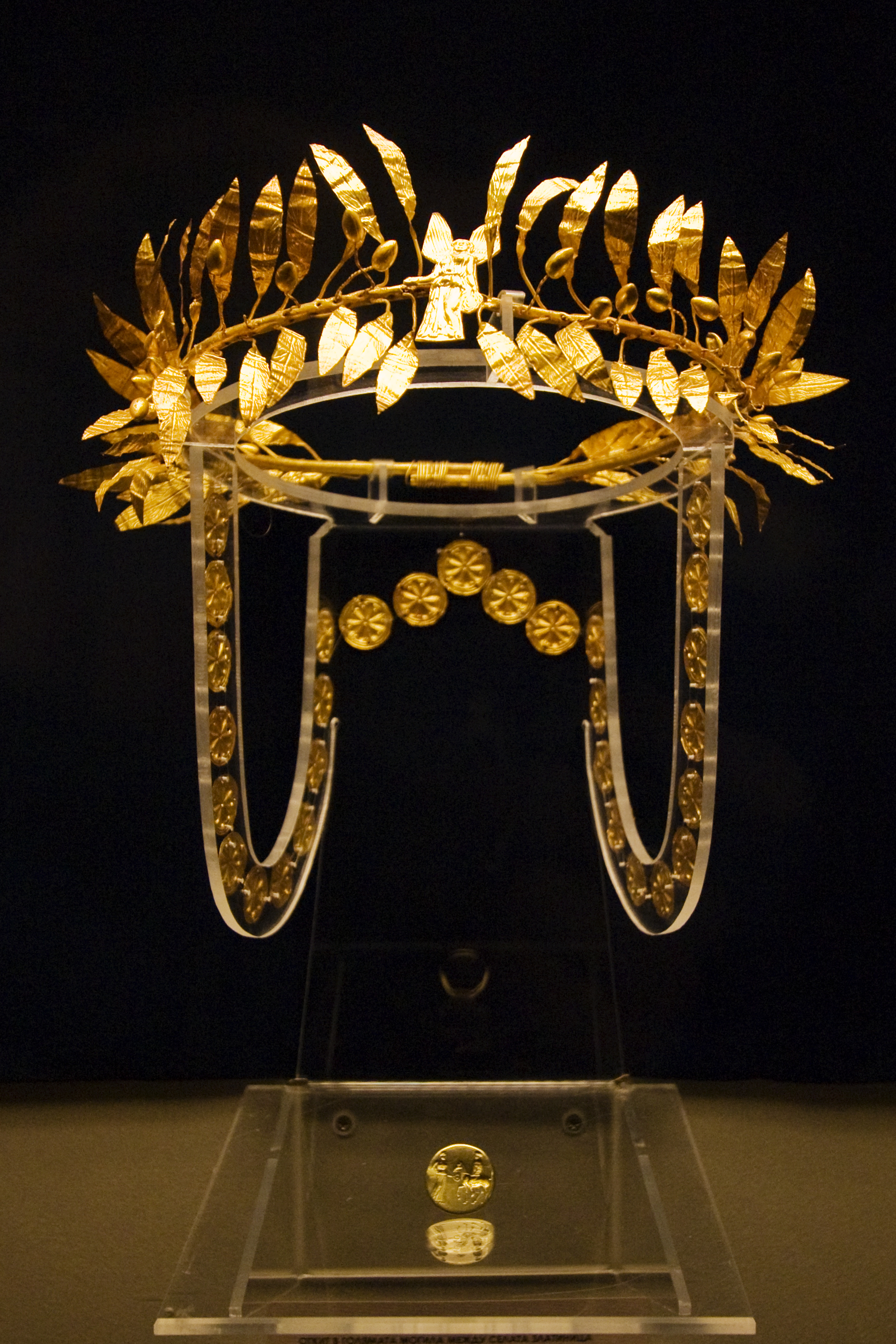
Une couronne odrysienne d'or, Musée national d'histoire de Bulgarie.

Entre 4 600 et 4 200 ans avant notre ère, l'orfèvrerie avait débuté sur les rives de la mer Noire dans ce qui est aujourd'hui l'Est de la Bulgarie et de la Roumanie. Les plus riches tombes renferment des diadèmes et des sceptres en or, des haches et des pointes de javelot à fort taux de cuivre, des parures raffinées, des céramiques finement décorées. L'étude des quelque 300 sépultures de la nécropole de Varna démontre, à l'âge du cuivre, l'existence d'une société fortement hiérarchisée.

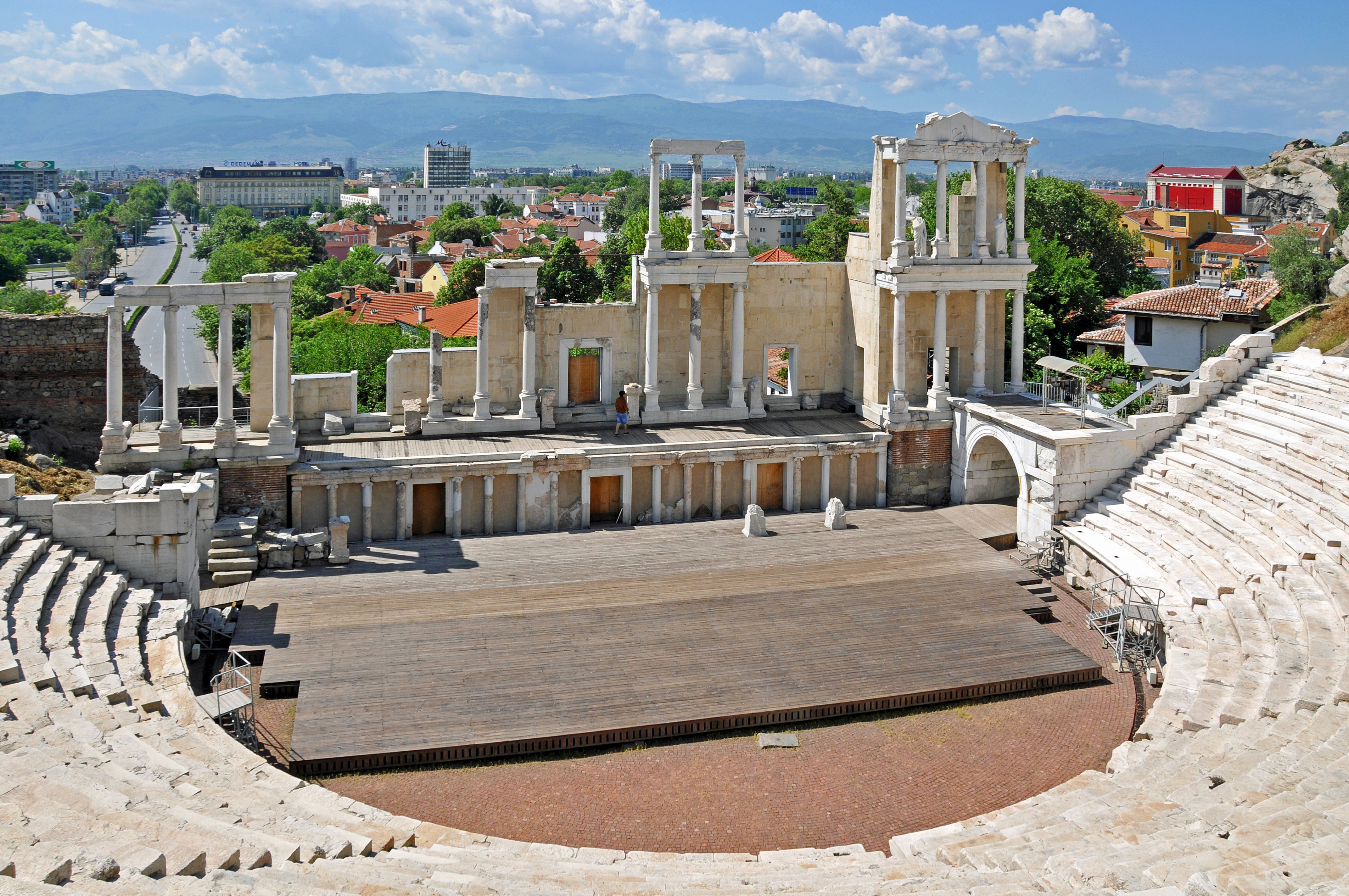
Architecture romaine à Plovdiv.

Pendant l'Antiquité, la Thrace doit son nom aux Thraces, peuple de langue paléo-balkanique, donc indo-européenne, qui occupait cette région. Leur existence est évoquée par Homère dans l'Iliade, au chant X. Ils auraient occupé, pendant l'Antiquité, le territoire de l'actuelle Bulgarie. Ils pratiquaient l'orphisme et d'autres cultes à mystères. Ceux du littoral ainsi que l'élite étaient hellénisés comme en témoigne l'antique cité d'Odessos, aujourd'hui Varna, fondée autour de 570 av. J.-C. par des colons venus de Milet.
Les Thraces se répartissent en diverses tribus, jusqu'à ce que le roi Térès les réunisse, vers 500 avant notre ère, en un royaume des Odryses qui atteint son apogée sous le règne des rois Sitalcès et Cotys Ier (383-359 av. J.-C.). Ce royaume est envahi et annexé par la Macédoine de Philippe II, le père d'Alexandre, puis s'émancipe et connaît un renouveau sous Seuthès III en -341. En 46 de notre ère, la Thrace est définitivement intégrée dans l'Empire romain qui, petit à petit, romanise les populations au nord d'une ligne nommée Jirecek (du nom de l'historien tchèque du XIXe siècle qui l'identifia), tandis qu'au sud de cette ligne, les Thraces étaient hellénisés.

### Moyen Âge
À partir du VIe siècle arrivent, le plus souvent pacifiquement, des Slaves qui s'installent parmi les populations thraces romanisées ou hellénisées. Les Slaves deviennent progressivement majoritaires et s'organisent en petits duchés, les Sklavinies. La plupart adoptent le christianisme de rite grec. À partir du VIe siècle arrivent les Proto-Bulgares, une confédération tengriste de peuples et tribus de la steppe pontique et du bassin du Don (où se trouvait la Grande Bulgarie originelle, dont certains sont (proches des actuels Tchouvaches de l'Oural et Balkars du Caucase), d'autres iranophones (proches des Alains, et des actuels Ossètes du Caucase). Les bulgares finiront par être assimilés au sein d'une population très majoritairement slave dont ils adoptent la langue et, en 864, la religion, mais à laquelle ils donnent le nom de Bulgares. La carte génétique montre clairement l'origine européenne de la plupart des Bulgares actuels. De cette osmose naît une civilisation originale à laquelle l'on doit, entre autres, les alphabets glagolithique et cyrillique.

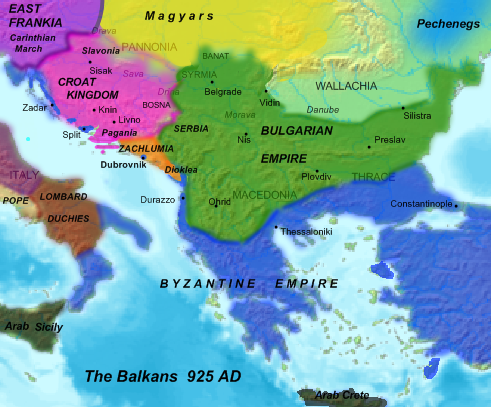
La Bulgarie sous le règne de Siméon.

Au VIIe siècle, les Bulgares du Don se séparent en deux fractions : l'une remonte vers le nord, et fonde la Bulgarie de la Volga (ultérieurement convertie à l'islam, et assimilée par les Tatars) ; l'autre moitié, menée par le khan Asparoukh, migre vers l'ouest, et fonde en 681 la « Bulgarie du Danube », un vaste état qui s'étendait sur les territoires des actuelles Bulgarie, Macédoine du Nord, Serbie orientale, Hongrie orientale, Roumanie et Moldavie. Selon des thèses récentes et bien fondées, telle que celle de l'académicien Bojidar Dimitrov, ce premier État bulgare était la continuation directe de l'État de Koubrat le Grand, le père d'Asparoukh, dont l'empire s'étendait aussi sur l'actuelle Ukraine.
La Bulgarie danubienne va accroître sa puissance avec chacun des monarques qui vont se succéder. Leur capitale sera Pliska, de 681 à 893. En 717 le khan Tervel a été surnommé par ses contemporains « le Sauveur de l'Europe », après avoir, avec l'armée bulgare, protégé Byzance des assauts arabes. Kroum (803-814) institue le premier code de lois bulgare dont on ait connaissance, ce pourrait être un premier exemple en Europe de politique sociale étatique, assurant aux mendiants des subsides, et aux pauvres la protection de l'État, ainsi qu'à tous les Bulgares. En 864, Boris Ier de Bulgarie abolit le tengrisme, et embrasse la foi chrétienne orthodoxe. Il fait adopter  le slavon alias le vieux bulgare comme langue usuelle et officielle. En restant dans l'influence de Byzance, transmise par Constantin Cyrille et Méthode, les Slaves et Bulgares ont pu évoluer vers une culture d'expression slave qui a d'ailleurs été aussi celle des principautés danubiennes jusqu'à l'époque phanariote, au XVIIIe siècle.
Le khanat, devenu par conversion tzarat de Bulgarie, devient rapidement une dangereuse menace pour l'Empire byzantin. Il atteint son apogée culturel et sa plus grande extension territoriale sous Siméon Ier, fils de Boris Ier, le « Charlemagne bulgare ». En 893, ce dernier crée sa nouvelle capitale : Preslav. En 913, il sera reconnu par Constantinople comme « tsar » (un titre nouveau, déformation de « César », emprunté aux anciens empereurs romains, car avant cette époque, les monarques bulgares se titraient encore comme khans), et en 926 par le Pape de Rome. Son royaume atteint une extension considérable : de la mer Adriatique à la mer Noire, et du nord de la Roumanie actuelle à la Thessalie. Dans ce royaume multi-ethnique cohabitent des Grecs le long des côtes et dans les villes, organisés en « céphalies (κεφαλίες, кефалии), des Slaves majoritaires au long des rivières internes, organisés en « sklavinies » (Σκλαβινίαι, Склавинии), des Albanais (dans l'ouest) et des Thraces latinisés connus dans l'histoire sous le nom de « Roumains » autour des principaux massifs montagneux, des lacs macédoniens et au nord du Danube, organisés en « valachies » (Βλαχίες, Влахии),,.
Les fastes de la cour bulgare et de l'Église contrastent alors avec le sort misérable des paysans, sous régime féodal. Les nombreuses guerres, le poids des impôts et le mécontentement populaire affaiblissent le premier empire bulgare. Au Xe siècle, en 969, l'empereur byzantin Basile II (surnommé « Bulgaroctone » : le « Tueur de Bulgares »), allié à la Rus' de Kiev, attaque la Bulgarie. En 971, il prend Preslav, la capitale, et en 1018 il met fin au premier Tzarat, en réincorporant les anciens territoires de la Bulgarie dans l'Empire romain d'Orient. En 1180, la révolte des Bulgares et des Valaques, menée par les frères Petar et Assen, va aboutir au Second Empire Bulgare.

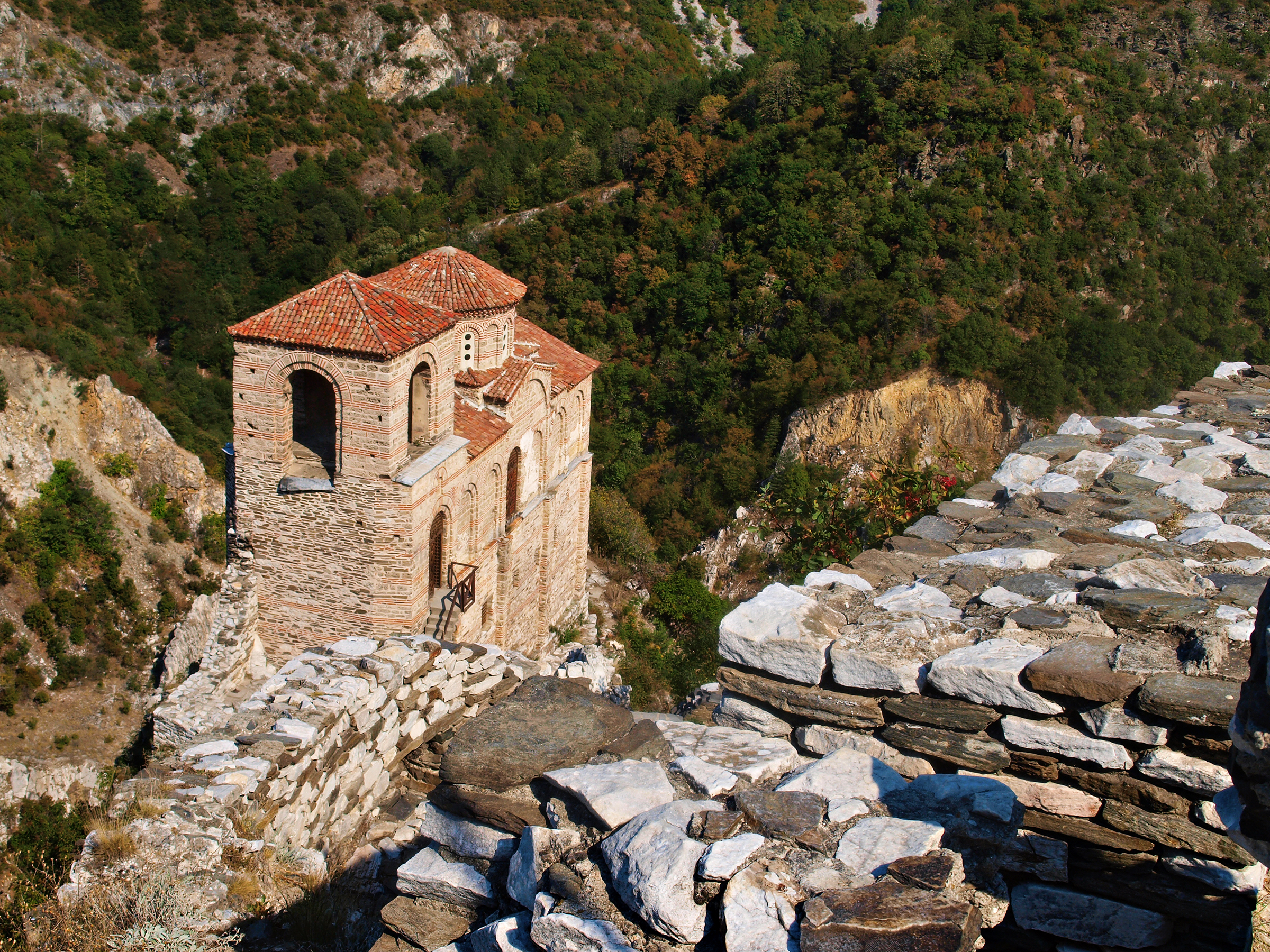
La forteresse d'Assen, un avant-poste de la Bulgarie contre l'Empire Latin pendant le règne d'Ivan Assen II.

Durant le règne de Jean Kaloyan (1197-1207, dit « Joanisse, roi de Blaquie et de Bougrie » par Geoffroi de Villehardouin) la Quatrième croisade détruit la puissance byzantine en 1204 : Constantinople devient le siège d'un Empire latin d'orient. Baudouin VI de Hainaut qui avait été proclamé empereur à Constantinople tente de conquérir le royaume, mais Kalojan l'écrasa et le fit prisonnier à Andrinople en avril 1205. La rançon n'étant pas payée, Baudouin mourut en captivité. Kalojan mourut assassiné en 1207 par un mercenaire couman alors qu'il assiégeait Thessalonique tombée entre les mains des Croisés.
Plus tard, sous le règne de Ivan Assen II (1218-1241), le royaume parvint à son apogée. Les arts et la culture connaissent un grand essor, comme en témoignent, entre autres, les fresques du monastère de Boiana près de Sofia, de nombreuses églises, ainsi que le palais de Tarnovo sur la colline de Tsarevets. À cette époque le royaume possédait l'accès à trois mers : la mer Noire, la mer Égée et la mer Adriatique. Sur le plan économique, Ivan Asen II encouragea le commerce, accorda des privilèges à la république de Dubrovnik (vers 1230) et frappa monnaie en or et en bronze.
Ivan Assen II mourut en 1241. Une conjuration de boyards assassina son fils mineur ainsi que son frère Mihail Assen. En 1242, les raids tatars et mongols frappèrent durement le royaume des Assénides, au retour de leur grande invasion en Occident, et obligent cet État à payer tribut à la Horde d'or dirigée par Djötchi. La dynastie des Assénides régnera encore une quarantaine d'années, avant d'être remplacée par la dynastie des Terter.
Bien qu'affaibli par la domination tatare, le royaume connaîtra une dernière période brillante sous le long règne (1331-1371) de tsar Ivan Aleksandre Asen. La première période de son règne (1331-1364) est une réussite avec la reconquête des territoires qui avaient été perdus en Thrace, le long de la mer Noire et dans les Rhodopes. La seconde période (1365-1371) est marquée par les défaites contre Amédée VI de Savoie qui se dirige vers la Mer Noire (1366-1367), contre le Royaume de Hongrie qui envahit la région de Vidin (1365-1369). Le royaume est partagé entre les fils d'Ivan Alexandre, l'un ayant le royaume de Vidin, l'autre le royaume de Tărnovo, alors que le despotat de Dobroudja était devenu indépendant au fil du règne d'Ivan Alexandre. Trop faibles pour opposer une résistance réelle, les deux royaumes de Tarnovo (1393) et de Vidin (1396) allaient tomber l'un après l'autre sous la domination de l'Empire ottoman à la fin du XIVe siècle.

### Période ottomane

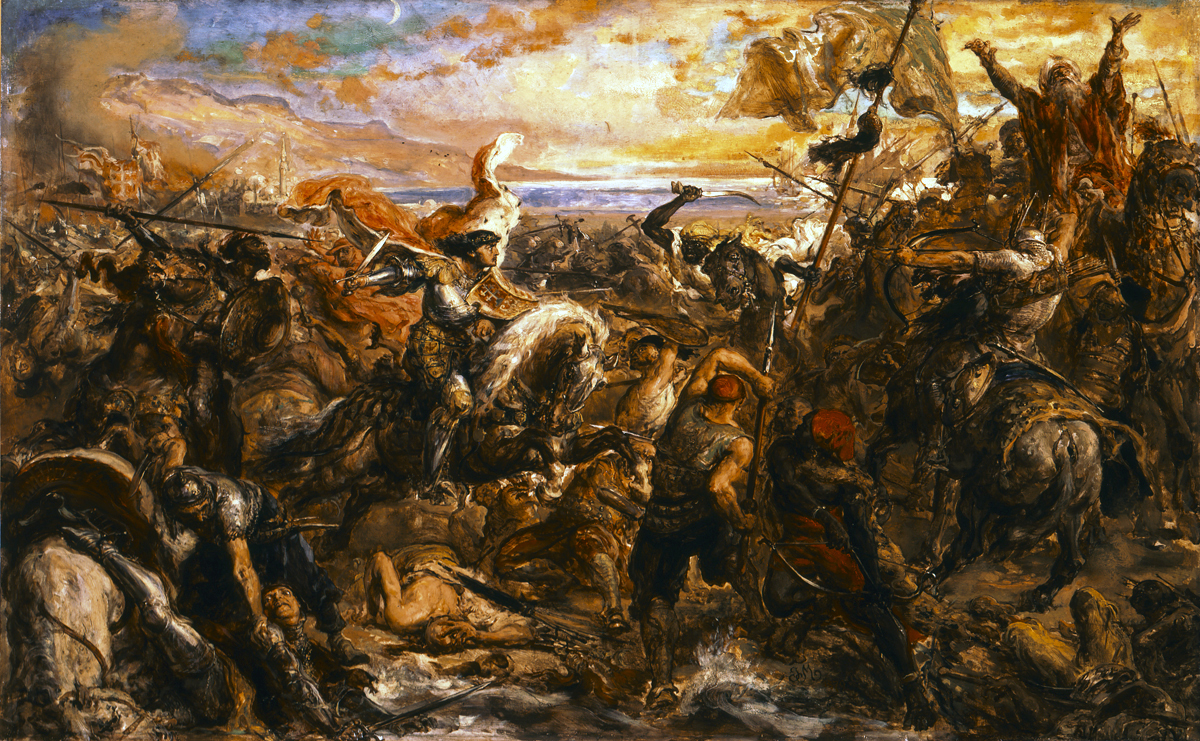
La Bataille de Varna en 1444 était la culmination de la dernière Croisade contre la conquête ottomane de Bulgarie.

La Bulgarie est entièrement conquise en 1396. La position géographique de la Bulgarie, l'importance relative de sa population ainsi que le peu d'intérêt que lui portaient les puissances occidentales en ont fait une province de l'Empire ottoman pendant près de cinq siècles, de 1396 à 1878. La Bulgarie, annexée à l'Empire ottoman, n'est alors qu'une province administrée par les sultans de Constantinople sous la tutelle religieuse du patriarcat de Constantinople. Le pays perd son indépendance mais aussi son nom et sa capitale : les Ottomans n'emploient que le mot Roumélie pour désigner l'ensemble de leurs possessions balkaniques (en turc Rumeli signifiait « pays des [Gréco]orthodoxes », le terme « Romiós » (> gr. Ρωμιός > gr. class.Ῥωμαῖος) étant devenu progressivement depuis la survie de l'Empire Romain exclusivement en Orient (celui dont la capitale était transférée de Rome à Byzance /renommé Constantinople, /=Istanbul de nos jours/) l'ethnonyme de tous les sujets de l'Empire et l'administration ottomane ne distinguait pas la population que sur le principe confessionnel, c'est-à-dire les Bulgares étaient égalés aux Grecs et les autres nationalités chrétiennes orthodoxes d'Orient). Un système féodal strict y fut établi, afin de contrôler de près cette région proche de Constantinople et donc stratégiquement essentielle. Les Bulgares n'étaient pas juridiquement égaux avec les musulmans ottomans et devaient payer des impôts beaucoup plus élevés (dhimmitude). Mosquées et minarets se multiplient au fil de la colonisation ottomane et de l'islamisation d'une partie des Slaves (Pomaques). Sur les côtes, les Grecs demeurent à Nessebar, Obzor et Varna.
Quelques églises sont rasées et c'est autour de la religion chrétienne, dans les montagnes, que la résistance s'organise, le plus souvent grâce aux monastères qui vivaient repliés sur eux-mêmes pour éviter les représailles, mais qui entretenaient le culte de la nation bulgare. La période ottomane permet aussi l'accès à l'indépendance de l'Église Bulgare. Échappant à la tutelle du Patriarcat œcuménique de Constantinople, dominé par les Grecs, les religieux orthodoxes bulgares instaurent l'exarchat Bulgare en 1870 avec le consentement de la Sublime Porte et sous les pressions russes.
Vers la deuxième moitié du XVIIIe siècle, avec le développement de l'économie et le commerce et le déclin de la force militaire turco-ottomane, une nouvelle génération de Bulgares surgit. Les plus éminents personnages de cette véritable Renaissance tardive « à la bulgare » sont le moine Païssii de Hilendar, Petar Beron (en), Kolyo Ficheto (le plus grand architecte de l'époque), Georgi Rakovski, le poète Khristo Botev (tué en 1876), Georgi Benkovski, Liuben Karavelov (en) et Stefan Stambolov. Isolés dans leurs montagnes, les monastères deviennent de vrais foyers de résistance contre les Ottomans. De nombreux nationalistes y trouveront refuge. Parmi eux, le plus célèbre des héros révolutionnaires, Vasil Levski, sera pendu à Sofia.

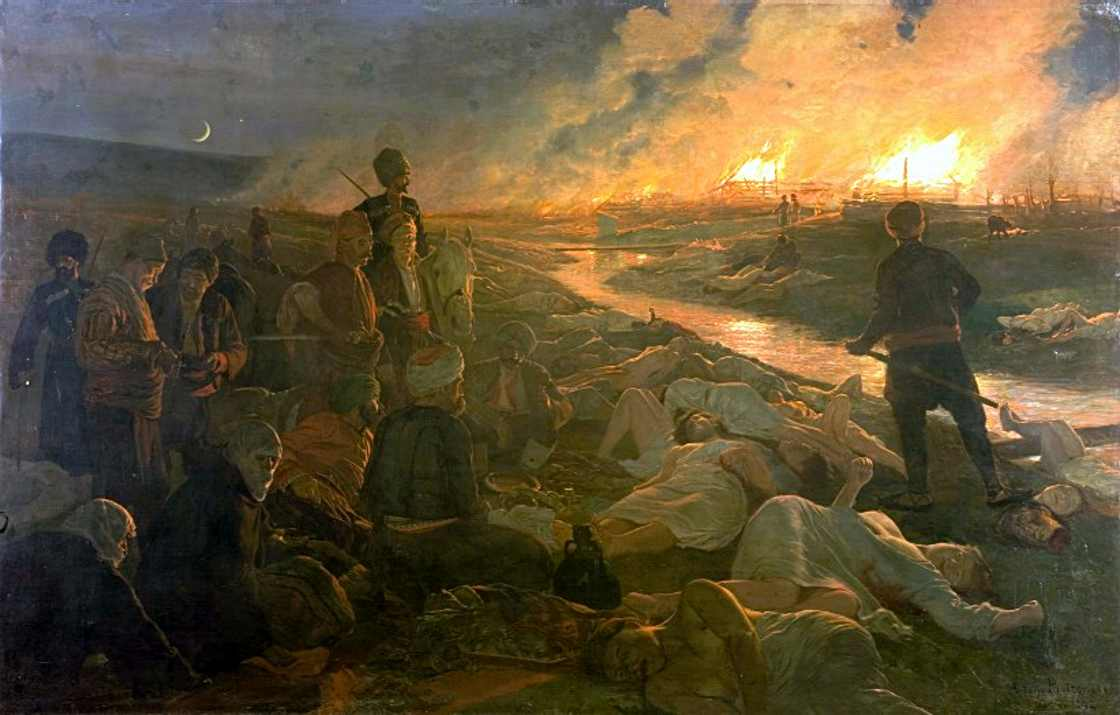
Massacre de Bulgares dans la ville de Batak par des troupes irrégulières de l'Empire ottoman en 1876 au début de l'insurrection d'avril.

La domination ottomane ne prend effectivement fin qu'à la suite de l'insurrection d'avril 1876, qui entraîne la guerre russo-turque de 1877 et le traité de San Stefano du 3 mars 1878, par lequel la Bulgarie acquiert une indépendance relative en tant que principauté autonome.

### Restauration de l'État bulgare
La création de ce grand État slave dans les Balkans et le renforcement de l'influence russe dans la région provoquent le bouleversement des intérêts politico-stratégiques des Grandes Puissances. Aussi, devant leurs protestations, le tsar Alexandre II accepte la réunion du Congrès de Berlin en 1878. Ce dernier se clôt par le Traité de Berlin qui supprime la Bulgarie ethnique du traité de San Stefano qui faisait suite au conflit russo-ottoman, et divise en deux la nouvelle principauté bulgare. Ces nouvelles frontières refusent aux Bulgares l'unité réclamée par les nationalistes. Plusieurs conflits régionaux démarrent.
En 1879, la Bulgarie se dote de la « Constitution de Tarnovo » instaurant une monarchie constitutionnelle où le souverain (Knèze) possède certaines prérogatives d'intervention définies dans la constitution. Le pouvoir législatif relève de l'Assemblée nationale. Le même jour le prince germanophone Alexandre de Battenberg (1879-1886) est élu chef de la principauté par l'Assemblée constituante. Mais le prince entre rapidement en conflit avec les libéraux alors au pouvoir et parvient grâce à un coup d'État, en 1881, à suspendre la constitution et à s'octroyer les pleins pouvoirs. En 1883, le prince rétablit le régime constitutionnel. En septembre 1885, un soulèvement permet aux Bulgares d'unir enfin la principauté de Bulgarie et la Roumélie orientale en un seul État. Un mois plus tard, la Serbie tente vainement d'envahir la Bulgarie.

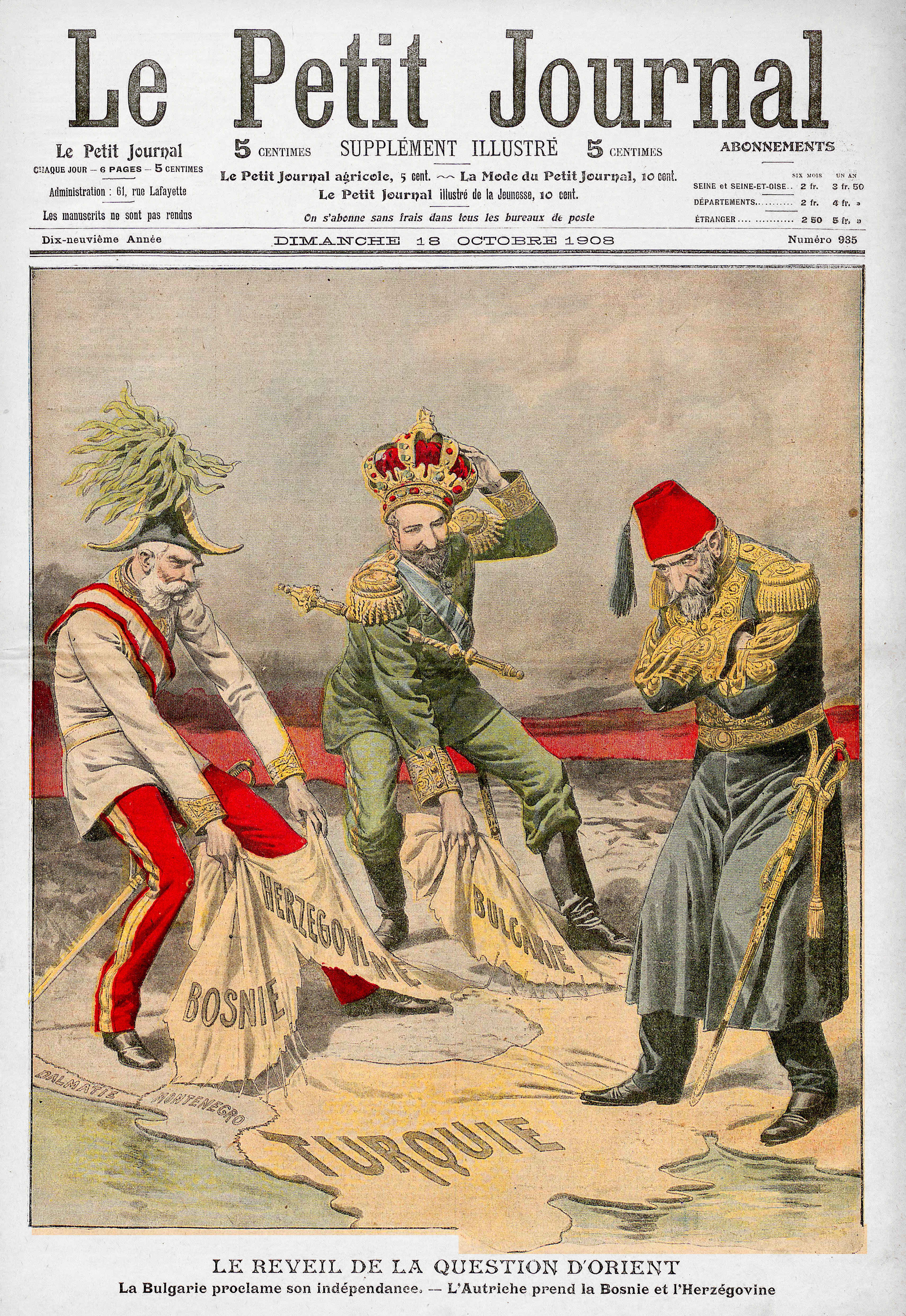
La proclamation de l'indépendance bulgare et la Crise bosniaque : la Bulgarie tirée par le roi Ferdinand (qui se couronne tsar des Bulgares en 1908) et la Bosnie tirée par l'empereur d'Autriche-Hongrie François-Joseph se séparent de l'Empire ottoman alors que le sultan Abdülhamid II regarde furieux, se demandant ce qu'il va lui rester.

À partir de 1903, le prince Ferdinand de Saxe-Cobourg-Gotha (1887-1918) fait valoir ses prérogatives constitutionnelles, en ayant lui-même le dernier mot lorsqu'il s'agit de désigner le premier ministre. Cela conduit certains à parler d'un régime princier censé personnel. Continuant à se moderniser, la Bulgarie devient même une puissance militaire dans la région des Balkans, appelée « la Prusse des Balkans »,. Néanmoins, ce n'est qu'en 1908 que le prince proclame l'indépendance de la Bulgarie, en profitant de la prise du pouvoir par le parti Jeunes-Turcs à Constantinople. Il s'octroie le titre de tsar.
Le pays est profondément impliqué en 1912 et 1913 dans les guerres balkaniques, une série de conflits avec ses voisins. Pendant la première guerre balkanique, la Bulgarie conduit la Ligue balkanique contre l'Empire ottoman et le vainc. Mais une querelle relative au contrôle de la Macédoine provoque une seconde guerre entre les pays de la Ligue. La Bulgarie, attaquée simultanément par ses voisins, est vaincue par l'Empire ottoman, la Serbie, la Grèce et la Roumanie. Cette défaite conduit à une « catastrophe nationale », avec une perte de territoires et une crise économique.
Pendant les deux guerres mondiales, la Bulgarie se trouve dans le camp des perdants. Leur défaite à l'issue de la Première Guerre mondiale provoque la « seconde catastrophe nationale » et dénote l'échec des efforts pour réunir tous les Bulgares dans un État-nation. Une période d'instabilité politique s'ensuit. Le coup d'État du 9 juin 1923 supprime l'ancien gouvernement agrarien et installe un régime pro-fasciste avec Alexandre Tsankov. En septembre de la même année, une insurrection ouvrière vise à renverser le gouvernement de Tsankov, mais échoue.
Pendant l'entre-deux guerres, et en prenant exemple sur l'Allemagne nazie, le tsar Boris III contourne une par une les clauses du Traité de Neuilly, de façon indirecte d'abord, puis ouvertement à partir des années 1930. C'est ainsi qu'il parvient à fonder à nouveau une armée de l'air dès 1935. Dans le même temps, il soumet la Bulgarie à un régime autoritaire. En 1935, le tsar Boris III installe une dictature personnelle pour éviter la crise politique.
La Bulgarie continue néanmoins à renforcer son armée à la fin des années 1930. Le 7 septembre 1940, l'Allemagne aide la Bulgarie à se faire restituer la Dobroudja du Sud par la Roumanie (traité de Craiova). Ce soutien allemand a pour but de voir la Bulgarie se ranger du côté de l'Axe, ce qui est fait le 1er mars 1941 lorsque le tsar Boris III signe le pacte tripartite. La Bulgarie entre en guerre aux côtés de l'Allemagne contre la Yougoslavie et la Grèce (opération Maritsa), ce qui lui permet de récupérer également la Macédoine et le débouché sur la mer Égée. À la suite du décès du tsar Boris III le 28 août 1943, les alliés tentent de faire pression sur le jeu des alliances bulgares, en bombardant la Bulgarie. Malgré une position de neutralité préservée durant toute la guerre vis-à-vis de l'Union soviétique, l'Armée rouge s'approche de la frontière bulgare, puis déclare la guerre à la Bulgarie le 5 septembre 1944. C'est la « guerre d'un jour », car le lendemain une insurrection menée par la coalition du Front de la Patrie (les communistes bulgares et Zveno) renverse le gouvernement et instaure un régime favorable à l'URSS.

#### Sort des juifs bulgares

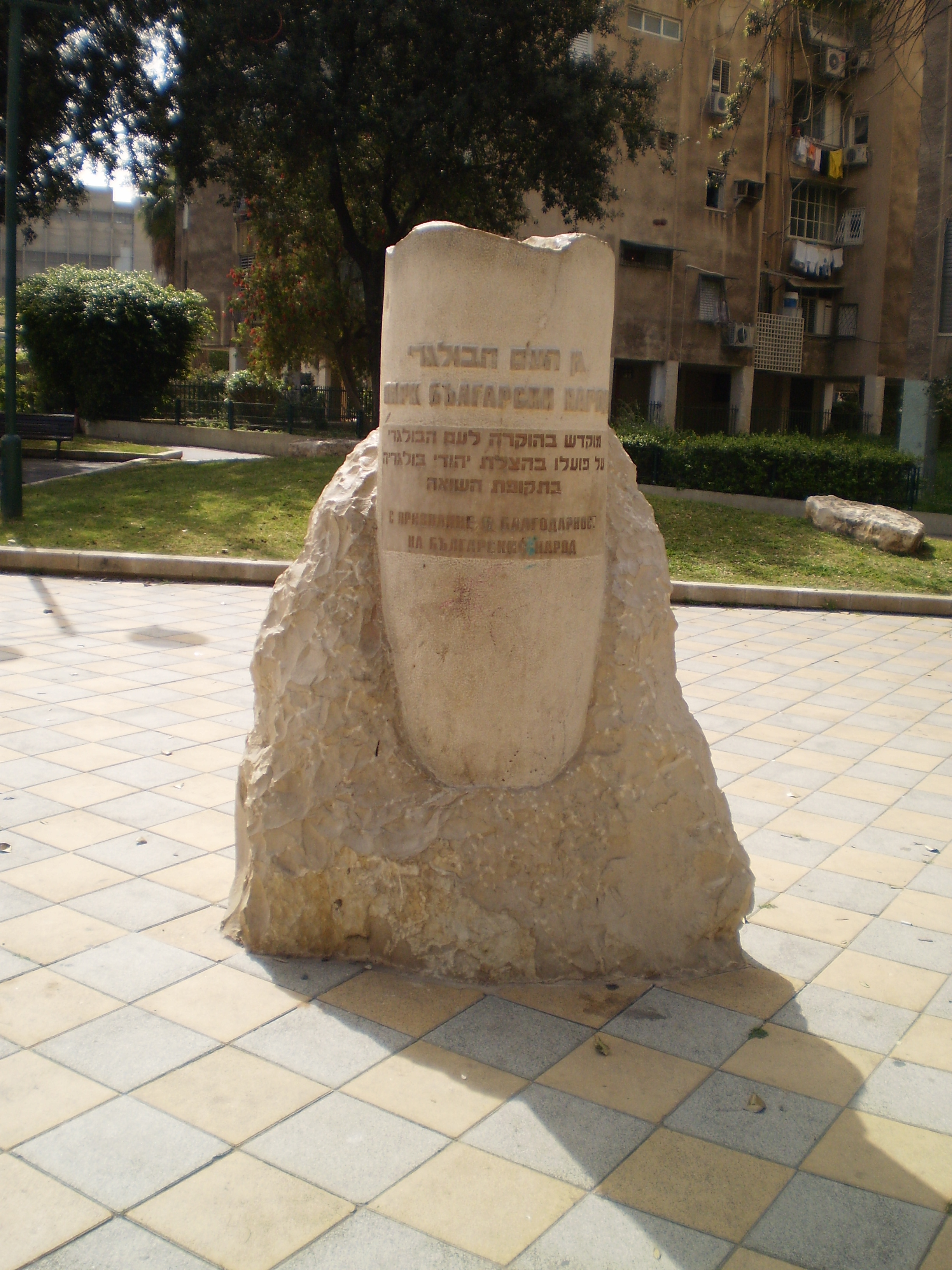
Monument en l'honneur de la nation bulgare et du sauvetage des juifs bulgares qui se trouve à Jaffa, Israël.

En mars 1943, un vaste mouvement d'opinion en Bulgarie, avec des figures comme Dimitar Pechev, convainquent le tsar Boris III de refuser de livrer les juifs nationaux aux nazis malgré la présence de la Wehrmacht sur le sol de son allié. Malgré cela, 11 343 juifs grecs (des territoires de l'Égée pris à la Grèce) et 8 000 juifs bulgares sont sacrifiés ; le reste de la communauté juive de Bulgarie, qui vit à l'intérieur des frontières définies par le traité de Neuilly, échappe à la déportation. Les juifs de Thrace et de Macédoine, territoires « libérés par l'armée bulgare » en 1941, sont déportés en 1943.

### État communiste
Après la Seconde Guerre mondiale, la Bulgarie entre dans la sphère d'influence de l'URSS (avec l'entrée de l'armée rouge le 8 septembre 1944) et devient elle-même en 1946 une « démocratie populaire » incluse dans le bloc de l'Est et gouvernée de manière dictatoriale : la république populaire de Bulgarie.
Dans les premières années du régime stalinien, l'agriculture est collectivisée et une campagne d'industrialisation massive est lancée. La Bulgarie adopte une économie planifiée, similaire à celle des autres États communistes d'Europe de l'Est. De 1950 à 1956  Valko Tchervenkov démantèle les derniers vestiges de l'activité économique privée. En 1947, lorsque la collectivisation a commencé, la Bulgarie était un État essentiellement agraire, avec environ 80 % de sa population vivant dans des zones rurales. La vie dans les campagnes est radicalement modifiée : électricité, asphaltage des routes, petits ateliers pour le travail féminin, santé, éducation.
Les méthodes de gouvernement de Valko Tchervenkov sont également inspirées de celles de Staline : celui-ci effectue des purges politiques, impose un culte de la personnalité et applique une censure stricte et une politique isolationniste (les relations avec les États-Unis sont provisoirement rompues en 1950),. Ainsi, avec la mort de Staline en 1953 et la déstalinisation, Tchervenkov est écarté du pouvoir, Todor Jivkov devient premier secrétaire du parti communiste bulgare (PCB) en 1954, puis président en 1962. L'ambitieux programme industriel de Tchervenkov est revu à la baisse, l'agriculture redevient prioritaire et les coupons de rationnement disparaissent. S'ouvre alors une ère de plus de trente-cinq ans de domination d'un seul homme qui ne sera chassé du pouvoir qu'en 1989, à l'âge de 78 ans. Mais le régime autocratique de Jivkov est aussi une ère de stabilité politique et économique sans équivalent dans le bloc de l'Est. Au milieu des années 1950, le niveau de vie avait dépassé celui d'avant-guerre : les salaires réels ont augmenté de 75 %, la consommation alimentaire a nettement augmenté, les installations médicales et les médecins sont devenus accessibles à l'ensemble de la population et, en 1957, les travailleurs des fermes collectives bénéficièrent du premier système de retraite et de protection sociale agricole d'Europe de l'Est. Dans les années 1980, un certain nombre de problèmes politiques (vieillissement de la nomenklatura), économiques (inflation due à l'économie parallèle) et sociales (la question turque) déstabilisent le régime,
L'URSS a une telle confiance dans le régime communiste bulgare, qu'à l'exception des deux petites stations d'écoute et de surveillance aérienne et navale des caps Kaliakra et Maslen nos (en), l'Armée rouge n'entretient aucune troupe sur le sol de la Bulgarie, tout en lui livrant son pétrole à des tarifs préférentiels en échange de produits agricoles et de l'industrie légère. Les relations avec Moscou sont tellement proches qu'il fut envisagé jusque vers la fin des années 1960 que la Bulgarie devienne la seizième république soviétique.
Au début de l'année 1989, dans certaines régions à forte population d'origine turque, de graves affrontements ont eu lieu et ont fait des victimes, à la suite desquels le président du conseil d'État bulgare, Todor Jivkov, s'est adressé à la population pour encourager les Turcs bulgares à s'installer en Turquie. Peu après son discours, la frontière avec la Turquie a été ouverte le 29 mai 1989 exclusivement pour les Turcs et les musulmans du pays et plus de 360 000 personnes ont quitté la Bulgarie communiste pour la Turquie entre le 30 mai 1989 et le 22 août 1989, La Turquie a finalement fermé la frontière pour empêcher une nouvelle immigration de Turcs bulgares. Face aux difficultés d'installation en Turquie, 40 000 Turcs et Musulmans sont retournés en Bulgarie dans les trois premiers mois suivant leur arrivée. Ce processus s'est poursuivi et, à la fin de 1990, environ 150 000 personnes étaient rentrées en Bulgarie
Le pays s'oriente vers la technologie de pointe, secteur qui représente 14 % de son PIB entre 1985 et 1990. Ses usines produisent des processeurs, des disques durs, des lecteurs de disquettes et des robots industriels. Les premières remises en question de l'économie « socialiste » planifiée en Bulgarie et de son alignement sur l'URSS apparurent bien avant la perestroïka : en 1984, la décision des Russes d'appliquer les tarifs internationaux à leur pétrole, conjuguée à une forte sécheresse qui eut pour résultat de faire baisser le niveau des cours d'eau alimentant les barrages hydroélectriques, suscitent un fort mécontentement. Mais c'est la situation écologique désastreuse du pays qui déclenche les premières protestations ouvertes et la formation de groupes dissidents comme le club pour le soutien de la perestroïka et de la glasnost puis, en 1989, Podkrepa et Ekoglasnost. Les mouvements de protestation entraînent la chute de Jivkov le 10 novembre 1989 ainsi que l'unification de tous les groupes dissidents et libéraux au sein du SDS (Union des forces démocratiques) alors qu'un grand enthousiasme s'empare du pays. La domination du parti communiste s'achève en 1990, quand ont lieu les premières élections multipartites.

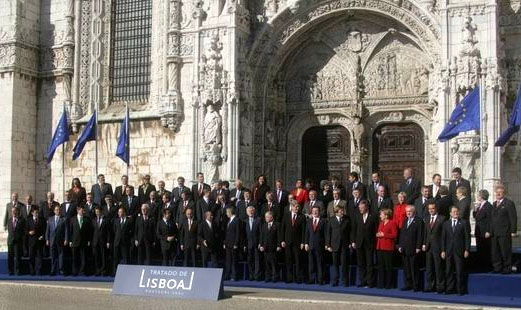
La Bulgarie a signé le Traité de Lisbonne en 2007.

### Époque contemporaine

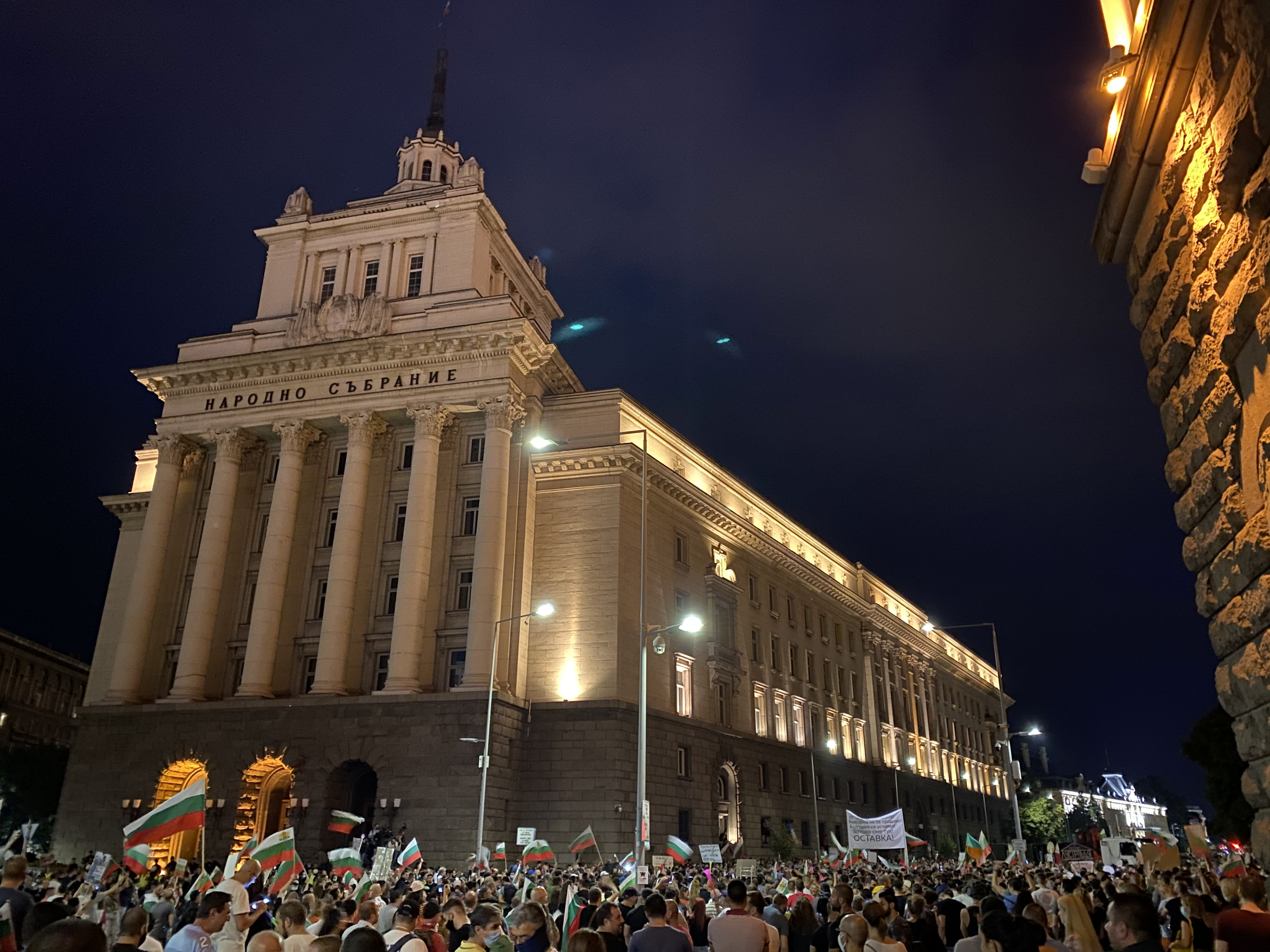
Manifestation le 17 juillet 2020 devant l'annexe de l'Assemblée nationale.

Après la chute des régimes communistes en Europe et l'ouverture du rideau de fer, l'intégration de la Bulgarie au monde démocratique a été plus longue que pour d'autres pays du pacte de Varsovie. L'instauration d'un régime parlementaire fort par la nouvelle constitution a eu pour effet une forte instabilité gouvernementale : sept gouvernements se sont succédé en sept ans entre 1991 et 1997. Une coalition de droite, dominée par le SDS, arriva au pouvoir en 1997. Ces années de transition ont apporté l'expérience de l'alternance politique mais surtout l'enracinement croissant de l'État de droit, malgré des lacunes importantes, essentiellement dues à la corruption et à la puissance économique des mafias héritées du régime communiste, dans lequel leur efficacité était supérieure à celle des services de l'État et s'y substituait.
En décembre 2000, la levée de l'obligation de visa pour les Bulgares souhaitant voyager dans les pays de l'Union européenne a représenté un premier pas concret vers son intégration. La crise du Kosovo, au cours de laquelle la Bulgarie a joué un grand rôle dans l'accueil et le transit des troupes de l'OTAN, a marqué un tournant dans les relations politiques entre les alliés occidentaux et Sofia, même si l'opinion bulgare était spontanément portée à une certaine solidarité avec les Serbes, eux aussi slaves et orthodoxes.
La stabilisation économique et politique du pays est désormais possible. La Bulgarie rejoint l'OTAN en 2004 et l'Union européenne en janvier 2007, mais en septembre 2012 elle renonce à son projet d'entrer dans la zone euro.
Le 8 décembre 2022, les ministres européens de l'Intérieur approuvent l'adhésion de la Croatie à l'espace Schengen et rejettent les demandes de la Roumanie et de la Bulgarie, l'Autriche ayant mis son veto à cet élargissement,. Les Pays-Bas avaient émis des réserves sur la Bulgarie, mettant en cause la corruption dans ce pays. L'Autriche, qui fait face à un afflux de demandeurs d'asile, est opposée à la levée des contrôles aux frontières avec la Roumanie et de la Bulgarie, estimant qu'elle accentuerait la hausse des arrivées de migrants.
Le 12 décembre 2024, les pays de l’Union européenne donnent leur accord pour l’adhésion complète de la Roumanie et de la Bulgarie à l’espace de libre circulation Schengen à partir du 1er janvier 2025, après des années d’attente.

## Politique
|                                          |  |                                    |
| Président de la République Roumen Radev. |  | Premier ministre Rossen Jeliazkov. |

La Constitution date de juillet 1991.
Elle instaure une république multipartite à régime parlementaire, où le président de la république de Bulgarie est chef d'État et le Premier ministre chef du gouvernement. Le pouvoir exécutif est exercé par le gouvernement tandis que le pouvoir législatif est partagé entre le gouvernement et l'Assemblée nationale. Le pouvoir judiciaire est indépendant des deux premiers.

### Présidence de la République
Le président de la république de Bulgarie est élu au suffrage direct pour un mandat de cinq ans, renouvelable une fois. Il est le chef de l'État et le commandant en chef des forces armées. Il est également à la tête du Conseil consultatif pour la sécurité nationale. Il peut s'opposer en premier ressort à la promulgation d'une loi. Pour contourner ce veto, le parlement vote à nouveau le texte. Il nomme le Premier ministre.
L'actuel président de la République est Roumen Radev.
Le président de la république de Bulgarie est assisté dans ses fonctions par un vice-président de la République élu simultanément sur le même bulletin que lui.

### Assemblée nationale

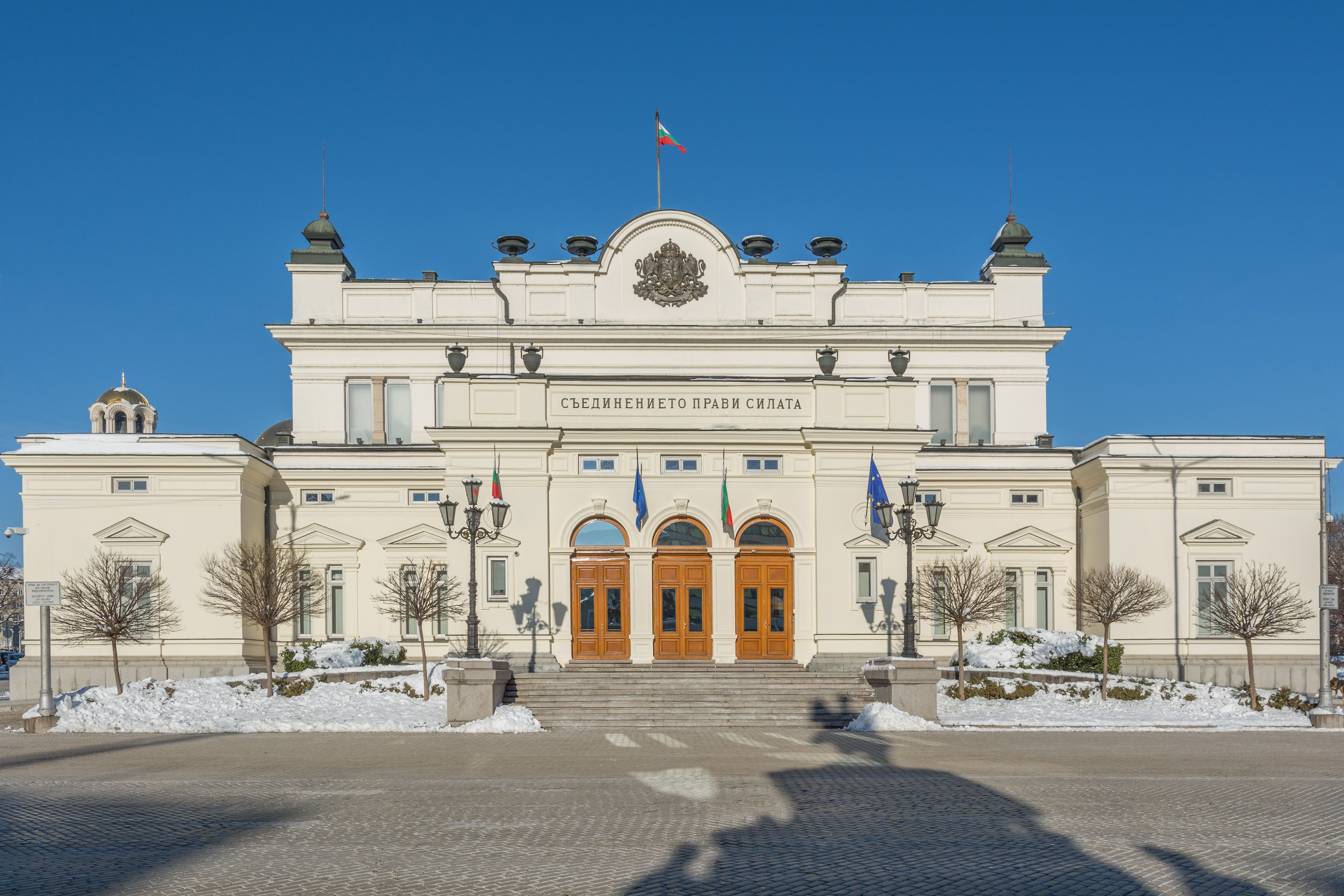
Le Parlement bulgare.

Le pouvoir législatif en Bulgarie est monocaméral, il ne comprend donc qu'une seule chambre, l'Assemblée nationale (Narodno Sabranie), constituée de 240 députés élus au suffrage universel direct pour une durée de quatre ans. Les électeurs votent pour un candidat ainsi que pour un parti politique ou pour une liste de coalition dans chacune des vingt-huit divisions administratives du pays. Un parti ou une coalition doit obtenir au minimum 4 % des suffrages pour obtenir des députés. Le Parlement vote les lois et le budget, prend les décisions relatives à : l'organisation des élections présidentielles ; la nomination et de la révocation du Premier ministre et des autres membres du gouvernement ; la déclaration de guerre, au déploiement de troupes armées hors de la Bulgarie ; la ratification des accords et des traités internationaux.
La Constitution institue également une Cour constitutionnelle chargée de contrôler la constitutionnalité des lois ainsi que celle des traités internationaux. Elle peut être saisie par le président de la République, le Premier ministre, l'Assemblée nationale et par la Cour suprême de cassation et par la cour suprême administrative (il n'y a pas de recours direct des citoyens devant la Cour constitutionnelle).

### Élections

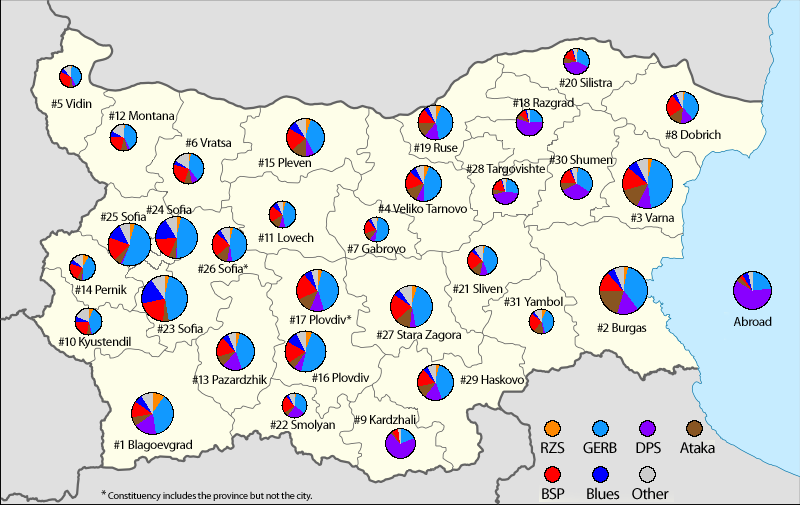
Résultats des élections parlementaires de 2009.

Lors des élections législatives du 25 juin 2005, le Parti socialiste bulgare de Sergueï Stanichev est arrivé en tête des suffrages avec 30 % des voix devant le Mouvement national Siméon II du Premier ministre Simeon Sakskoburggotski (l'ex-roi Siméon II), le parti de la minorité turque (le Mouvement des droits et des libertés) et le parti nationaliste Ataka (Attaque).
Le 16 août 2005, après une première tentative avortée de formation de coalition, le nouveau gouvernement proposé par Sergueï Stanichev est accepté par le Parlement par 169 voix pour et 67 contre. C'est un gouvernement de coalition avec les deux partis arrivés en deuxième et troisième positions aux élections législatives deux mois auparavant, dirigés respectivement par Simeon Sakskoburggotski et par Ahmed Dogan.
Le dimanche 20 mai 2007, les Bulgares élisent les dix-huit députés européens pour la première fois au suffrage universel direct. La participation est très faible (28,6 %), manifestant le désintérêt des Bulgares pour les affaires européennes. De plus, discrédité par de nombreuses affaires de corruption, le Parti socialiste bulgare est en net recul : le nouveau parti de centre-droit Citoyens pour le développement européen de la Bulgarie (GERB), dirigé par le maire de Sofia, Boïko Borissov, arrive ainsi en tête avec 21,69 % des voix, et obtient cinq sièges. Ont également obtenus cinq sièges : le Parti socialiste bulgare (21,41 %) et le Mouvement des droits et des libertés des turcophones (20,26 %). Le parti nationaliste Ataka se voit attribuer deux sièges (14,22 % des voix) tandis que le dernier siège revient au Mouvement national pour la stabilité et le progrès (6,26 %), parti centriste héritier du Mouvement national Simeon II.
Le 5 juillet 2009, le GERB, nouveau parti politique se réclamant de droite, gagne les élections législatives avec une majorité relative de 39,71 % des suffrages et Boïko Borissov devient Premier ministre le 27 juillet.

### Armée

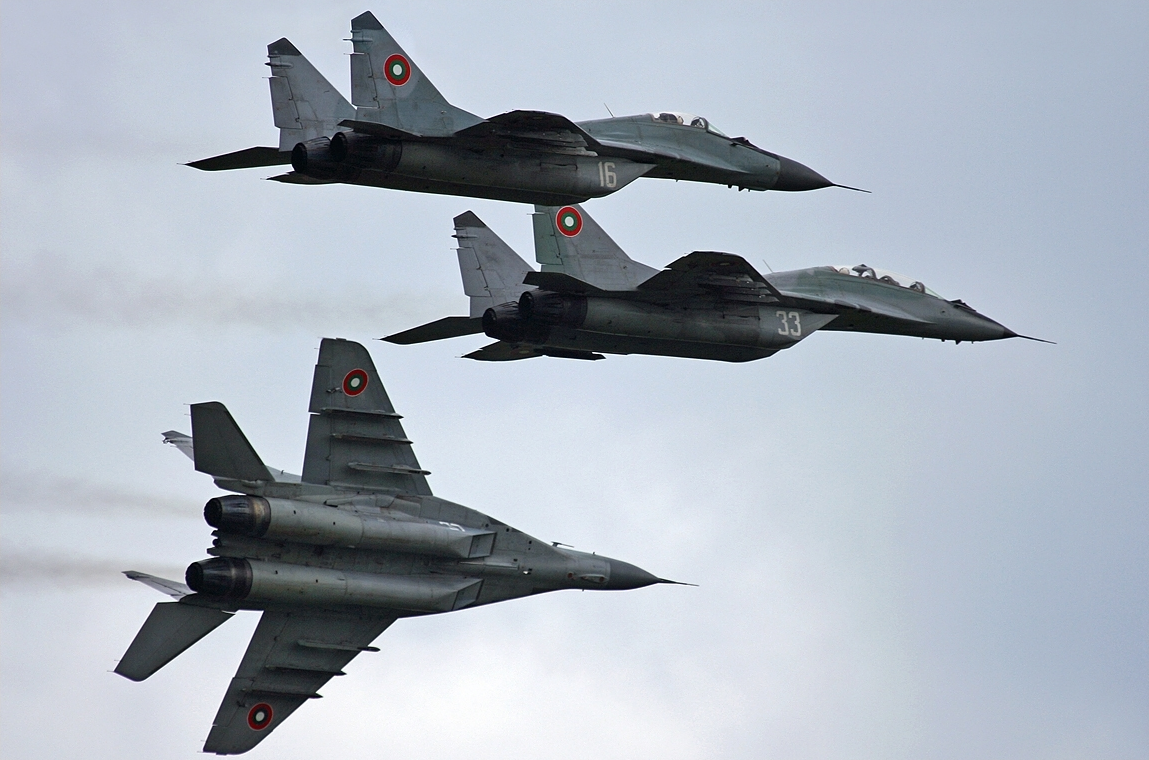
Trois MiG-29 bulgares, 2011.

L'armée bulgare (en bulgare : Българска армия, translittération internationale Bălgarska armija) a engagé une réforme en profondeur en 1997 afin d'atteindre les standards de l'OTAN à laquelle la Bulgarie a adhéré en avril 2004.

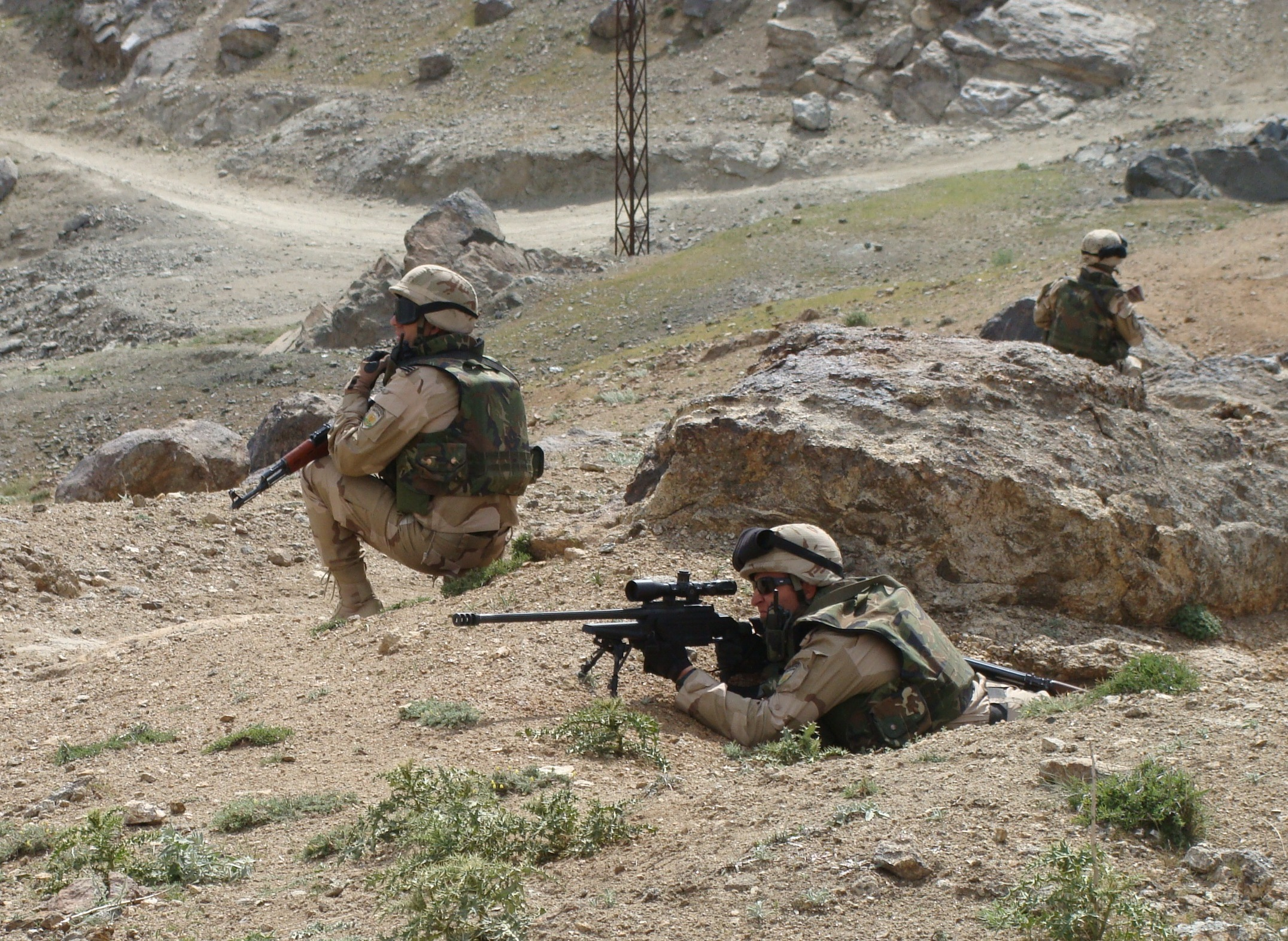
Soldats de la en Afghanistan, janvier 2011.

Le budget de la Défense bulgare s'élevait en 2005 à 979 millions de leva soit 502 millions d'euros ; en 2003 il était de 1,08 milliard de dollars américains (1,9 % du produit national brut) ; en 2008 1 339 millions de dollars ; en 2010 602 millions de dollars (1,44 %).
Ses effectifs qui s'élevaient en 1988 à 152 000 hommes alors que le pays était membre du pacte de Varsovie sont descendus à 45 000 hommes en 2005 et devraient atteindre 27 000 militaires en 2011. La Bulgarie a décidé d'abolir le service militaire obligatoire (dont la durée était de six à neuf mois) à partir du 1er janvier 2008. En juin 2011, plus de 930 soldats bulgares sont déployés dans d'autres pays.
Après une réduction du matériel obsolète entre 2000 et 2008, l'Armée de Terre exploite actuellement 160 chars T-72 et 378 véhicules blindés lourds ; 192 pièces d'artillerie de plus de 100 mm de calibre. Les forces aériennes ont 14 bombardiers Su-25, 30 chasseurs MiG-21 et MiG-29 et 73 autres avions et hélicoptères. La Bulgarie possède aussi des systèmes de missiles précis comme les S-300 et SS-21.

## Économie

Évolution du PIB réel par habitant de Bulgarie.

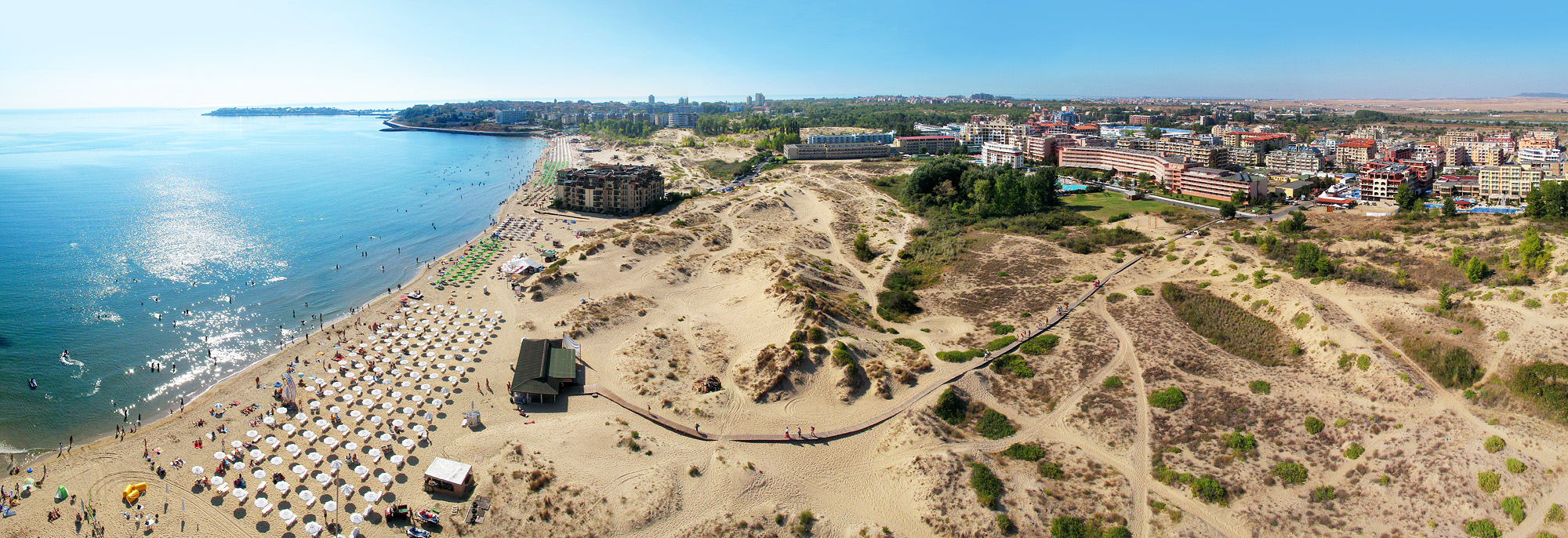
Slantchev Briag.

La Bulgarie possède une économie de marché libérale, qui est intégrée à l'Économie de l'Union européenne depuis 2007. La monnaie nationale est le lev bulgare, qui est lié à l'euro au taux de 1,95583 pour un euro. La Bulgarie est un pays industrialisé et la plupart de l'économie est dans le secteur privé.
Le pays a connu une grave crise économique en 1996-1997 et est passé sous la tutelle du Fonds monétaire international qui lui a imposé de sévères restrictions et de nombreuses privatisations.
Les principales sources de revenus et de croissances économiques sont le secteur de l'énergie, l'exploitation minière, l'industrie légère et le tourisme. Selon l'Institut national de statistique (INS) de Bulgarie, le PIB en 2009 était de 43,5 milliards de dollars (environ 90 milliards à PPA). En 2010 le montant des exportations était de 19,3 milliards de dollars, dont les principaux produits étaient l'acier, les machineries, les combustibles raffinés et les textiles.
Durant la décennie 2000, le pays a connu une croissance économique importante dans l'optique de son adhésion à l'Union européenne. De 2004 à 2008, la croissance du produit intérieur brut était de 6 % en moyenne. Le chômage est tombé de 18 % (2003) à 9,1 % (2010). La main-d'œuvre est estimée à 3,8 millions de personnes. 2008 a été marquée par une forte croissance (6,5 % du PIB) et de grands projets énergétiques comme le gazoduc South Stream et la centrale nucléaire Belene. Mais l'année est également marquée par la sanction de Bruxelles contre l'utilisation frauduleuse des fonds d'aide européens et par les premières conséquences sur l'économie réelle de la crise financière internationale, l'éclatement de la bulle immobilière se traduisant par une chute des investissements directs étrangers de 25 % en huit mois. En 2024, la Bulgarie est classée en 38e position pour l'indice mondial de l'innovation.
La Bulgarie reste encore à ce jour le pays le plus pauvre de l'UE.
A compter du 1er janvier 2026, la Bulgarie adoptera l'euro qui remplacera le lev.

### PIB nominal par région
La Bulgarie fait état de six régions de planification, selon la nomenclature des unités territoriales statistiques.
| Rang | Régions                | PIB en euros | PIB en dollars | PIB équivalent | % du PIB moyen de l'UE |
| ---- | ---------------------- | ------------ | -------------- | -------------- | ---------------------- |
| 1    | Région du Sud-Ouest    | 22 800       | 26 716         | Espagne        | 78 %                   |
| 3    | Région du Sud-Est      | 12 500       | 14 647         | Lituanie       | 43 %                   |
| 2    | Région du Nord-Est     | 11 400       | 13 358         | Panama         | 39 %                   |
| 4    | Région du Sud central  | 9 900        | 11 600         | Costa Rica     | 34 %                   |
| 5    | Région du Nord central | 9 800        | 11 483         | Costa Rica     | 34 %                   |
| 6    | Région du Nord-Ouest   | 8 600        | 10 077         | Maldives       | 29 %                   |

Selon Eurostat (2016).

### Énergie et industrie

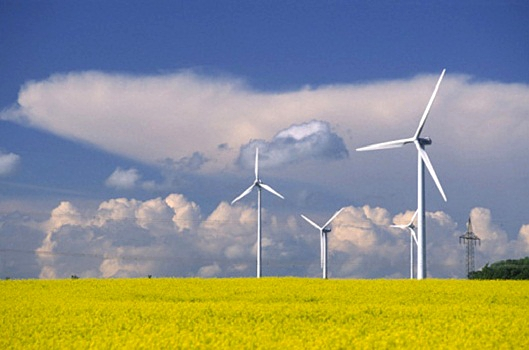
Éoliennes en Dobroudja du Sud.

Même si elle manque de ressources stratégiques comme le gaz naturel et le pétrole, la Bulgarie possède un réseau énergétique puissant qui joue un rôle important dans la région et en Europe. La source principale d'électricité est l'énergie nucléaire. La seule centrale nucléaire du pays — Kozlodouy — satisfait 34 % des besoins énergétiques du pays. Une deuxième centrale avec deux réacteurs de mille mégawatts est en cours de construction près de Béléné. La construction de deux réacteurs supplémentaires à Kozlodouï est également envisagée. Après 2005 le pays a aussi concentré ses efforts sur les projets d'énergies renouvelables, en particulier des parcs éoliens. La Bulgarie a actuellement l'un des marchés à plus forte croissance de l'énergie éolienne dans le monde. Les autres sources d'électricité sont 64 centrales hydroélectriques et plusieurs vastes centrales thermiques.
Malgré l'énorme ralentissement économique après la chute du communisme, la Bulgarie possède encore une capacité industrielle considérable. Le pays est un producteur à grande échelle de cuivre, de zinc, de charbon et de tabac (classé respectivement seconde, quatrième, sixième et troisième dans l'Union européenne). Le pays produit également 0,7 million de tonnes d'acier brute par an. La production de métaux et d'alliages a lieu dans quelques grands complexes miniers et métallurgiques, comme Elatsite (42 000 millions de tonnes de cuivre par an), Stomana (1 400 000 millions de tonnes de fer et acier par an) et KTsM (65 000 tonnes de plomb et 80 000 tonnes de zinc par an). L'industrie lourde inclut aussi le raffinement des carburants, la production et la réparation de wagons, d'automobiles (à Lovetch), de matériel de communication, de matériel électronique et de matériel militaire.

### Transport et infrastructure

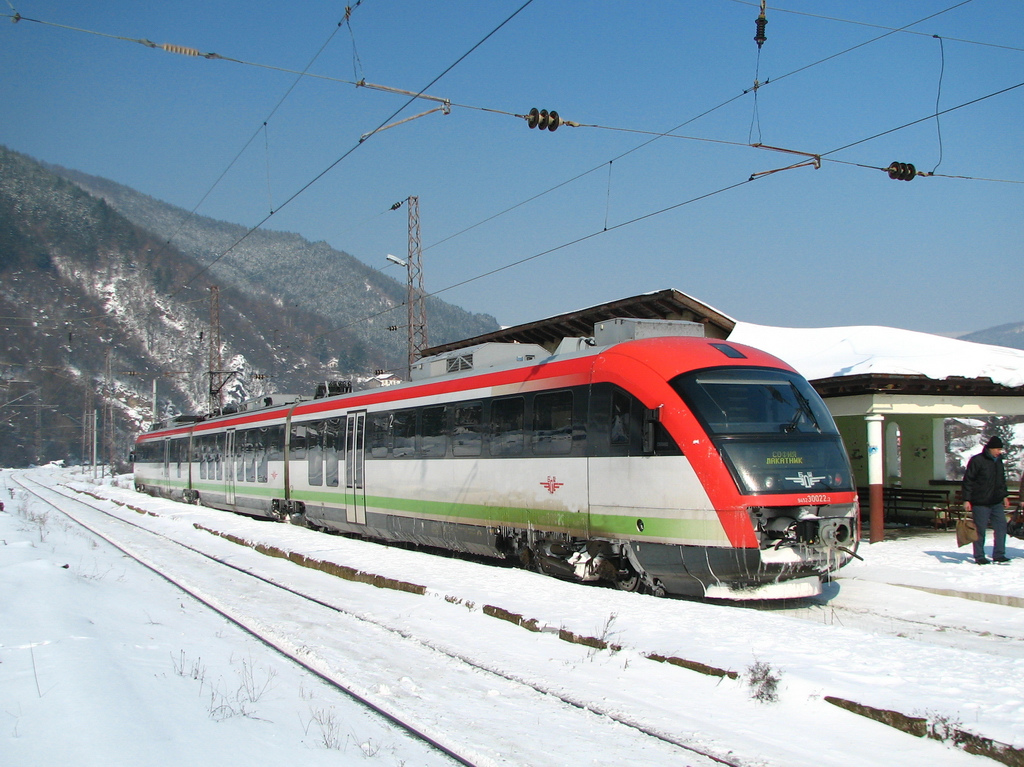
Un autorail Siemens des Chemins de fer bulgares de l'État (BDJ).

Située dans le carrefour entre l'Europe et l'Orient, la Bulgarie occupe une position stratégique. Le réseau routier a 40 231 km de longueur, dont une partie considérable est en mauvais état.
Le réseau ferroviaire est bien développé, cependant les lignes les moins fréquentées disposent de trains plutôt vétustes. La ligne Sofia-Plovdiv est la mieux desservie du pays. Il n'existe pas de trains à grande vitesse en Bulgarie, mais la première ligne de ce type est prévue pour 2017. Le programme de modernisation a un coût de 580 000 000 euros et il est en progression. Le métro de Sofia est le seul système de transport urbain souterrain de Bulgarie. Le métro est prolongé pour 39 km, avec 34 stations en très bon état. Au début des années 2000, la Bulgarie avait 37 300 km de routes, dont presque toutes sont goudronnées, mais près de la moitié (18 000 kilomètres) est tombé dans le plus mauvais classement international pour les routes asphaltées. Le réseau routier en 2011 est constitué de 40 321 kilomètres de routes, dont 644 km sont de terre, 39 169 km sont bitumées et 418 km sont des autoroutes. La stratégie nationale de développement de l'infrastructure intégrée envisage la construction de 720 kilomètres de nouvelles autoroutes jusqu'à 2015.
La Bulgarie était le premier pays de l'Europe de l'Est avec une industrie des technologies de l'information. Son réseau de communication comprend une gamme complète de services téléphoniques et Internet à la disposition de la majorité de la population. Le nombre total de lignes téléphoniques fixes s'élève à 2,164 millions, et le nombre de téléphones mobiles en usage est estimé à plus de 10,6 millions. La Bulgarie a connu une augmentation rapide du nombre d'utilisateurs d'Internet — de 430 000 en 2000 à 3,4 millions (48 % de la population) en 2010 —.

### Investissements étrangers directs
À partir de la fin des années 1990, les investissements de l'Occident et de la Russie ont largement contribué à la récupération de la crise économique de 1996-1997, mais le taux d'investissement est resté inférieur à celui d'autres pays d'Europe orientale. En 2003, les principales sources nationales de l'investissement étranger direct, étaient, par ordre d'importance, l'Autriche, la Grèce, l'Allemagne, l'Italie et les Pays-Bas.
Un certain nombre d'entreprises étrangères ont investi dans l'engrais chimique et les industries agro-alimentaires. Dans les années 2000, la Chine a investi dans l'industrie électronique bulgare. Certains accords de coopération ont été signés entre les deux pays pour la fabrication de composants de véhicules. En 2012, le constructeur chinois Great Wall Motors inaugure, via la société Litex Motors, sa première usine d'assemblage en Europe, Eurocopter, ceci conformément à un protocole bilatéral impliquant une variété de machines, logiciels et autres produits industriels.

## Démographie
Avec une population de 7 364 570 en 2011, la Bulgarie est le 16e pays le plus peuplé dans l'Union européenne. La majorité d'entre eux (environ 83 %) sont bulgares, et les autres grands groupes ethniques sont les Turcs (environ 9 %) et les Roms (environ 5 %). Le taux d'urbanisation est de 73 %. La plus grande ville est la capitale Sofia avec ses 1 270 000 habitants, qui représentent 17 % de la population totale du pays. Les autres grandes villes sont Plovdiv (338 000 hab.), Varna (335 000 hab.), Bourgas (202 000 hab.) et Roussé (150 000 hab.).
Selon une étude publiée par l'ONU à l'été 2007, la Bulgarie se classe à la 4e place mondiale par le taux de croissance des personnes âgées, à la 7e place par la part de la population âgée de 60 ans ou plus (22,9 %, contre 11 % en moyenne dans le monde) et à la 9e place par l'âge moyen de ses habitants (44,4 ans contre 28 en moyenne dans le monde). Aujourd'hui le pays se trouve en une crise démographique grave, avec un des plus bas taux de natalité dans le monde (9,32/1 000 habitants, 204e) et un des plus hauts taux de mortalité (14,32/1 000 habitants, 13e dans le monde). L'écart résultant donne à la Bulgarie le plus faible taux de croissance démographique de toute nation souveraine dans le monde (-0,78 %).
Ceci souligne la crise démographique que connaît le pays depuis le milieu des années 1980 et qui s'est accélérée après la chute du régime communiste en 1989. Cette situation s'explique par plusieurs facteurs :
- la faiblesse du niveau de vie et l'insécurité socio-économique n'incitent pas à faire des enfants ;
- le souhait de consacrer le maximum de moyens à l'éducation des enfants afin qu'ils puissent faire des études longues et de niveau élevé ;
- l'arrivée à l'âge de la retraite de la génération du baby-boom ;
- le départ vers l'Europe occidentale, l'Amérique du Nord et l'Australie de nombreux jeunes, surtout parmi ceux qui ont fait des études supérieures si bien que la population a considérablement chuté depuis 1989 ;
- un des taux d'avortement les plus élevés au monde (75 pour 1 000 naissances) malgré l'usage très largement répandu de moyens de contraception modernes.

Le vieillissement de la population a, d'ores et déjà, des conséquences négatives sur la situation économique et sociale : hausse des pensions de retraite, hausse des dépenses médicales, baisse de la consommation, de l'épargne et de l'investissement, baisse des recettes du régime de sécurité sociale et, par voie de conséquence, déficits croissants du système de protection sociale auxquels la croissance économique en recul ne pourra pas remédier. Selon les experts, cette tendance ne pourra s'inverser, en Bulgarie (comme dans les autres pays européens), ni à court, ni à moyen terme.
La population de la Bulgarie a chuté de 11 % entre 2011 et 2021.

### Langues
La langue officielle de la Bulgarie est le bulgare, une langue slave méridionale appartenant à la famille des langues indo-européennes. Il est également parlé dans les pays voisins, tels que l'Ukraine (dans la région du Boudjak), la Moldavie, la Macédoine du Nord, la Roumanie, la Grèce et la Turquie, et aussi dans la périphérie est de la Serbie (dialecte torlakien).
Le bulgare s'écrit avec l'alphabet cyrillique avec quelques différences par rapport au russe. Il ne comporte en effet que 30 lettres et les prononciations peuvent ne pas être identiques. Le macédonien est fermement considéré en Bulgarie comme un parler bulgare, bien que revendiqué comme une langue à part entière par la Macédoine du Nord. Cela a parfois provoqué des problèmes entre les deux pays lors de l'écriture de documents officiels communs.

### Religions

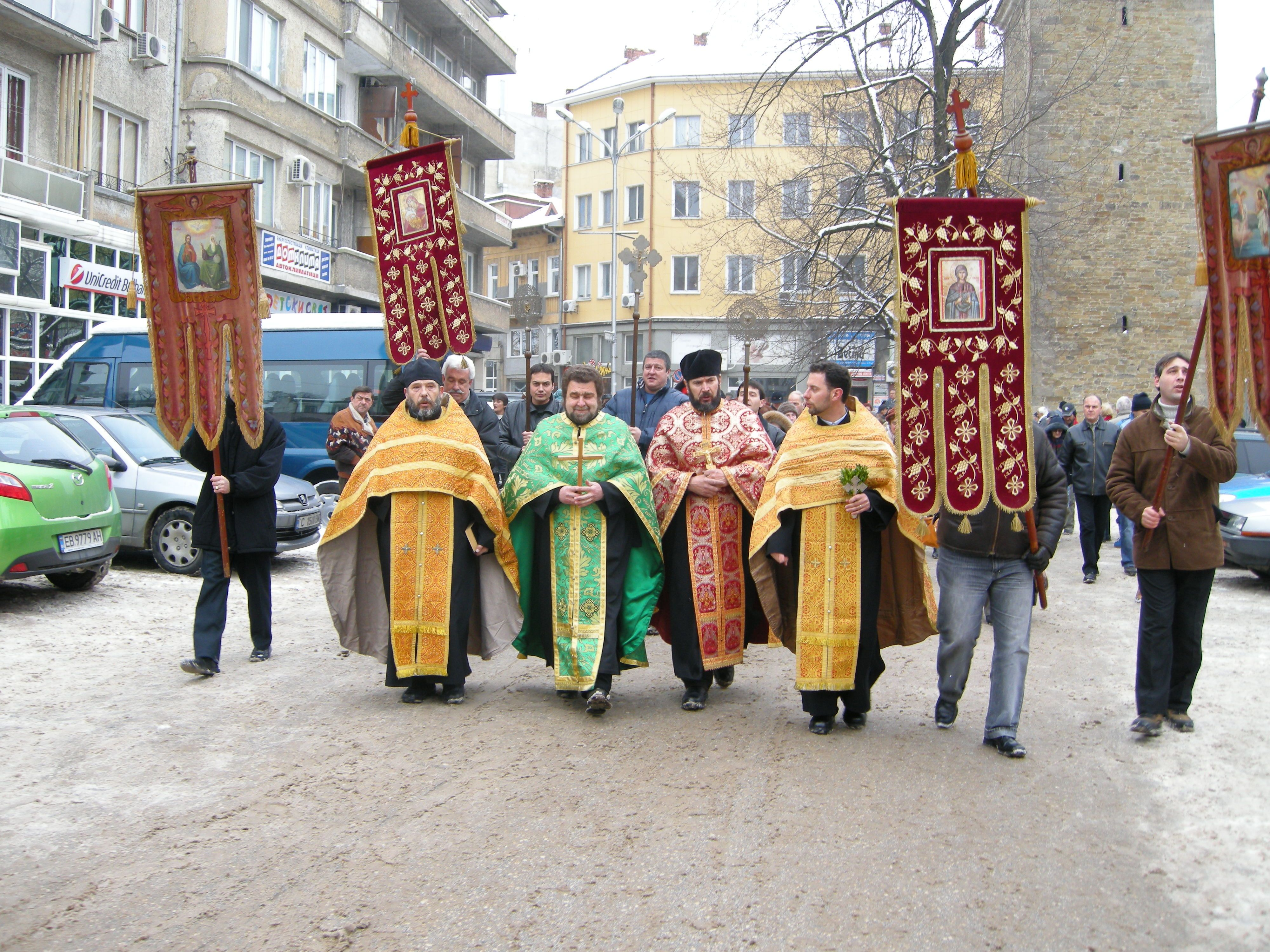
Procession de prêtres et de fidèles orthodoxes, lors d'une fête de la Théophanie à Gabrovo.

Selon le recensement de 2011, les orthodoxes bulgares représentaient 59,4 % de la population et les musulmans 7,9 %, et les autres chrétiens 0,9 %, majoritairement affiliés à l'Église catholique. L'Église grecque-catholique bulgare compte 10 000 fidèles (2005). Il existe une petite communauté juive d'environ 5 000 personnes en Bulgarie. Selon l'Eurobaromètre spécial Social values, science and technology en 2005, 40 % des Bulgares croyaient en un dieu, et autant en des forces vitales ou spirituelles, alors que 13 % ne croyaient en rien de tel.

#### Alévisme bektachisme
Selon une enquête réalisée par Irène Mélikoff en 1985, le nombre d'alévis en Bulgarie est d'environ 90 000 à 100 000.
Le recensement du 4 décembre 1992 dénombre 83 537 habitants qui se définissent comme alévis.
Ce chiffre est certainement sous-estimé dans la mesure où les bektachi de Bulgarie ne se définissent pas en tant qu'alévis, se dissimulant vis-à-vis du sunnisme majoritaire comme le font les qizilbash en Turquie.
La population alévie est concentrée dans les provinces de Razgrad, Ruse, Silistra et Sliven.

## Éducation et sciences
La politique d'éducation en Bulgarie est supervisée par le Ministère de l'éducation et des sciences. À partir de 6 ou 7 ans, l'inscription à l'école élémentaire est obligatoire. L'État assure l'éducation gratuite dans ses écoles, sauf pour les établissements d'enseignement supérieur, les collèges et les universités. Le programme se concentre sur les huit principaux domaines disciplinaires : langue et littérature bulgares, langues étrangères, mathématiques, technologies de l'information, sciences humaines et sociales, sciences naturelles et écologie, musique et art, éducation physique et sportive. Selon les estimations du gouvernement de 2003, le taux d'alphabétisation est de 98,6 %, environ le même pour les deux sexes. La Bulgarie a toujours eu des hauts standards d'éducation.
Les études primaires durent 8 ans et se divisent en huit niveaux (classes) pour chaque année. Les études secondaires s'effectuent aux lycées et les technicum. La formation aux premières dure quatre ans, et ils peuvent faire partie d'une école des études moyennes qui unit l'éducation primaire et secondaire, ou ils peuvent être des lycées élites, orientés principalement vers les études d'une langue, ou des sciences. Par exemple, il existe des lycées de langue française, anglaise, allemande, espagnole et même japonaise, et aussi des lycées de mathématiques et d'économique. Les technicum sont des écoles plus spécialisées, orientées vers les technologies. La formation à celles-ci dure aussi 4 ans.

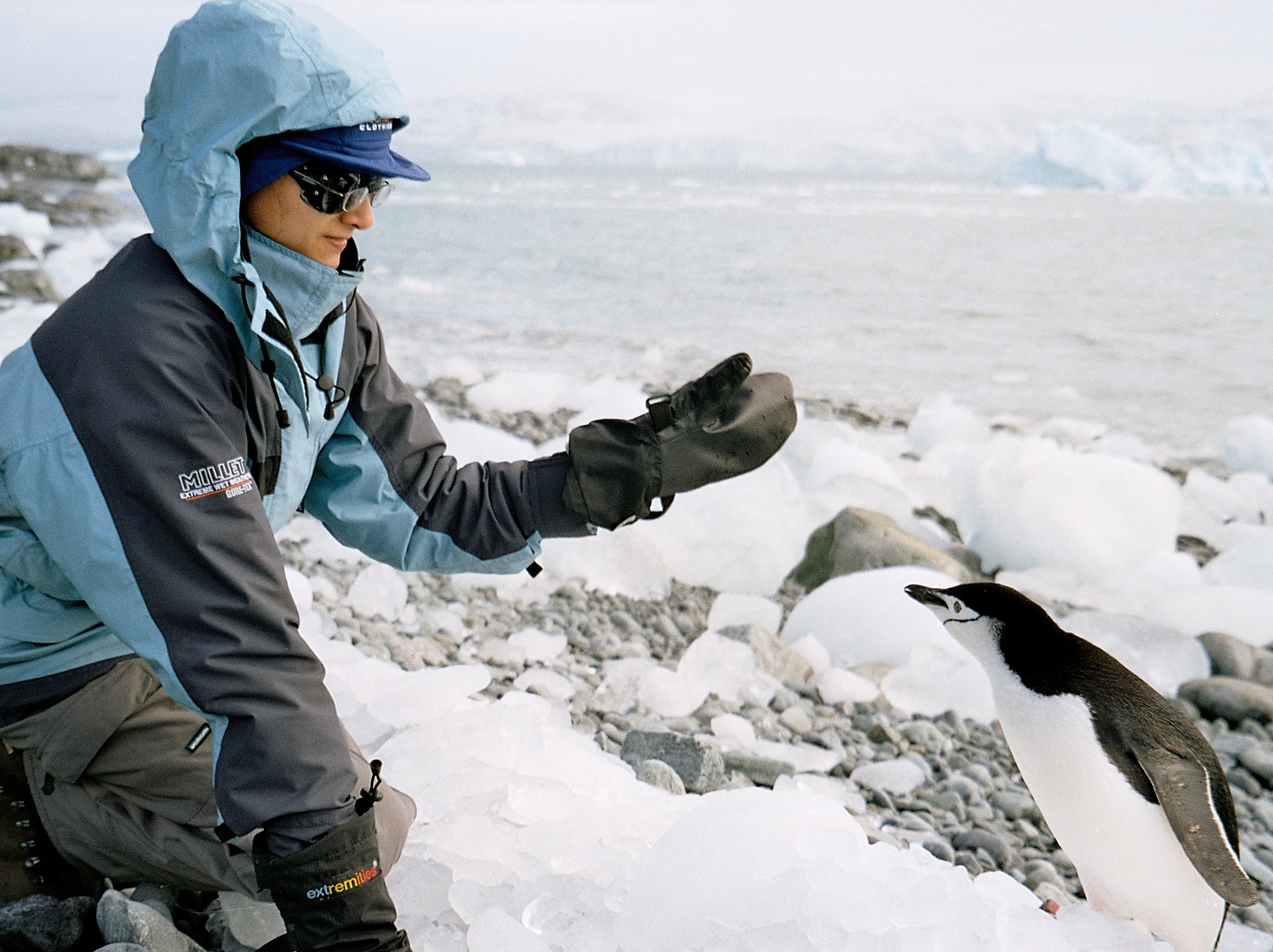
Une lycéenne bulgare et un manchot à jugulaire sur l'Île Livingston. Le pays a construit une base sur l'île en 1988.

L'éducation supérieure s'effectue dans les universités. Il existe plus de 40 universités en Bulgarie, qui peuvent être générales (université Saint-Clément-d'Ohrid de Sofia, université de Veliko Tarnovo) ou spécialisées (Académie nationale des arts, Académie militaire Georgi-Rakovski (en), Université technique de Sofia). L'échelle d'évaluation individuelle, même dans les universités, les écoles primaires et les lycées, est de 2 (faible) à 6 (excellent).
L'Académie bulgare des sciences (ABS) est une organisation publique autonome consacrée à la recherche scientifique. Créée en 1869, elle a un budget annuel de 60 millions de leva, ou 30 millions d'euros, et regroupe plus de 70 départements et instituts scientifiques, parmi lesquels l'Institut de recherches spatiales et Soleil-Terre (IRSST), Observatoire astronomique national de Rožen et l'Institut de mathématique et d'informatique (IMI). L'IRSST dirige le programme spatial de Bulgarie, et dans les années 1970 et 1980 préparait des instruments de recherche cosmique et les cosmonautes bulgares. Le premier bulgare à voyager dans l'espace est Georgi Ivanov, qui effectue sa mission en 1979 à bord de Soyouz 33. En 1981, la Bulgarie envoie dans l'espace son premier satellite artificiel, Balgariya-1300, qui est encore en service et fait des recherches sur les régions polaires de la Terre. Il participe au programme d'exploration polaire de l'ABS, qui inclut également une base antarctique, située sur les îles Shetland du Sud.

## Culture et société

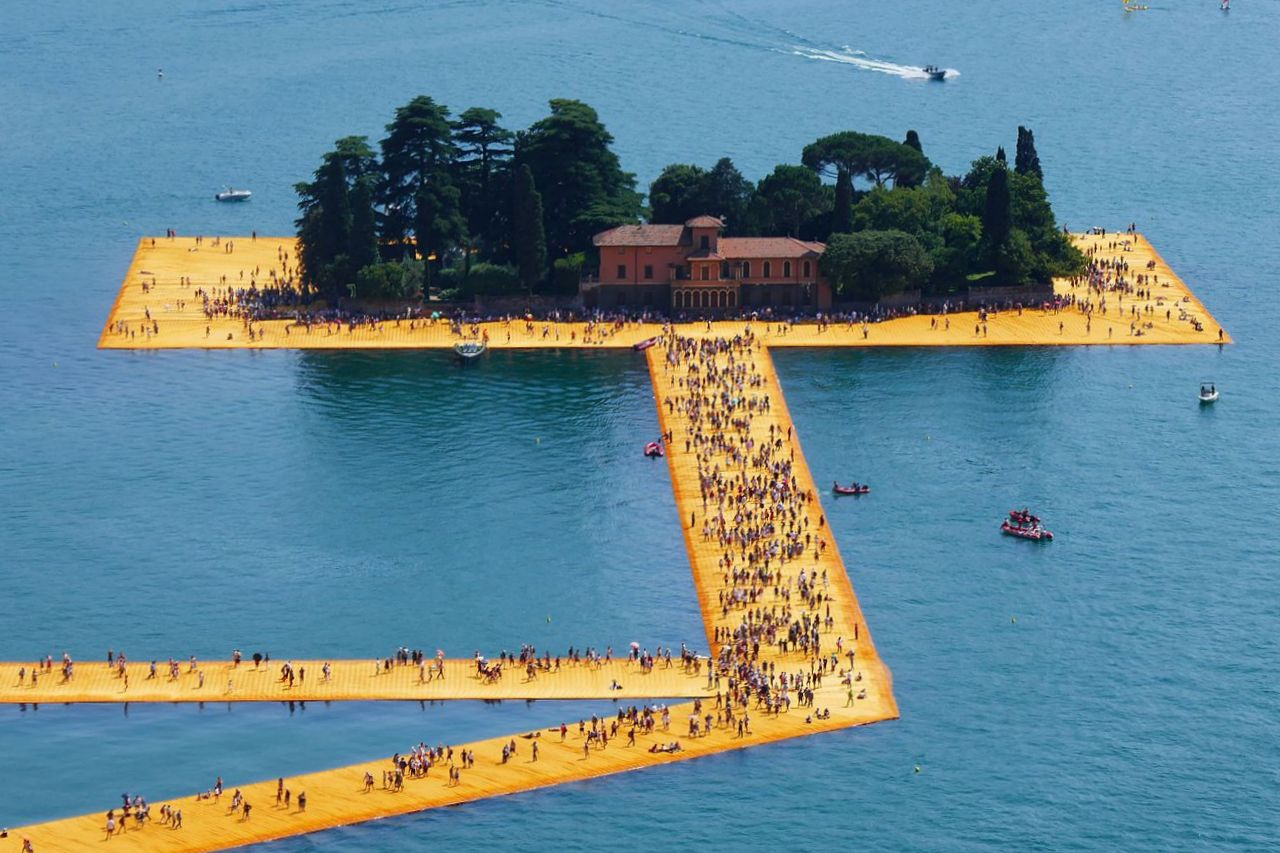
The Floating Piers de Christo et Jeanne-Claude.

La culture bulgare est un syncrétisme d'influences successivement thraces, grecques, celtiques, romaines, slaves, proto-Bulgares et ottomanes. Pendant le Moyen Âge, la Bulgarie était le noyau culturel des peuples slaves avec des réalisations culturelles notables, par exemple l'alphabet cyrillique et les compositions musicales complexes de Joan Cucuzel. Entre 1396 et 1878, la Bulgarie était une partie de l'Empire ottoman. La théocratie islamique, que les ottomans avaient installée, a persécuté la culture bulgare médiévale et cherché à isoler les Bulgares des courants progressistes de l'Europe.

### Littérature
|                 |  |                |
| Tzvetan Todorov |  | Elias Canetti. |

Pendant le Moyen Âge la Bulgarie a exercé une influence significative sur l'Europe de l'Est, particulièrement les peuples slaves. La Bulgarie possédait certains des meilleurs instituts en Europe, notamment les écoles littéraires d'Ohrid et Preslav, où l'alphabet cyrillique a été développé, et l'école artistique de Tarnovo. Après la conquête ottomane de Bulgarie à la fin du XIVe siècle, ces instituts cessent d'exister.
La Renaissance bulgare est une période d'essor culturel, qui commence avec l'écriture d'Istoriya Slavyanobolgarskaya par Païsius de Hilendar en 1762, sous l'influence des Lumières. La « Renaissance bulgare » est principalement associée avec la progression de la conscience nationale et l'émergence d'un nationalisme romantique, qui donne lieu au rétablissement de l'indépendance du Patriarcat de Bulgarie en 1870, l'insurrection d'avril en 1876 et la restauration de l'État bulgare en 1878.
Les années 1880 à 1945 se distinguent par la prospérité de la littérature. La modernisation du pays et le besoin de compenser les siècles sans liberté sous la théocratie musulmane incitent à une adoption des courants littéraires d'Europe, comme le symbolisme (Peyo Yavorov, Pencho Slaveykov, Atanas Dalchev (en)), l'expressionnisme (Geo Milev) et le réalisme (Yordan Yovkov, Yordan Raditchkov). Après 1945, le réalisme socialiste soviétique et la science-fiction sont devenus les genres dominants dans la littérature.
Khristo Botev est considéré comme héros national et l'anniversaire de sa mort est célébré chaque année.
Ivan Vazov est considéré comme le plus grand poète bulgare, célébré non seulement dans son pays ou dans la région, mais dans toute l'Europe.
Elias Canetti, écrivain britannique, juif d'origine bulgare, recevra le prix Nobel de littérature (1981).

### Patrimoine
Une grande quantité de sites archéologiques de toutes les époques est disséminée dans tout le pays. La Bulgarie a le plus grand nombre de sites archéologiques découverts en Europe après l'Italie et la Grèce, et beaucoup d'entre eux sont d'origine thrace. Un objet historique d'importance majeure est le plus ancien trésor d'or dans le monde, datant de 5000 av. J.-C., provenant du site de la nécropole de Varna,.
Il y a aussi neuf sites du patrimoine mondial de l'UNESCO : le Cavalier de Madara, les tombeaux thraces dans Svechtari et Kazanlak, l'église de Boyana, le monastère de Rila, les églises rupestres d'Ivanovo, Parc national de Pirin, Sreburna réserve naturelle et l'ancienne ville de Nessebar.

### Cinéma
Dans le domaine du cinéma, la Bulgarie est notée pour ses films artistiques dont certains tels que Midi torride (1965) et Eastern Plays (2009) ont été projetés au Festival de Cannes.

### Médias
Les médias en Bulgarie ont une tradition d'objectivité. La presse n'a pas de restrictions légales et la publication des médias imprimés est complètement libre. La plupart des journaux quotidiens sont en un format hybride, qui contient des éléments à la fois de presse de qualité et des tabloïds.
Les médias électroniques sont les plus populaires dans le pays, mais à cause du manque de législation spécifique, ils sont sensibles à un certain nombre de tendances négatives, telles que la dégradation générale des produits médiatiques, l'autocensure et des pressions politiques ou économiques. Les médias Internet gagnent en popularité à cause de la teneur en large éventail d'opinions et de points de vue disponibles, l'absence de censure et des contenus diversifiés.

### Musique

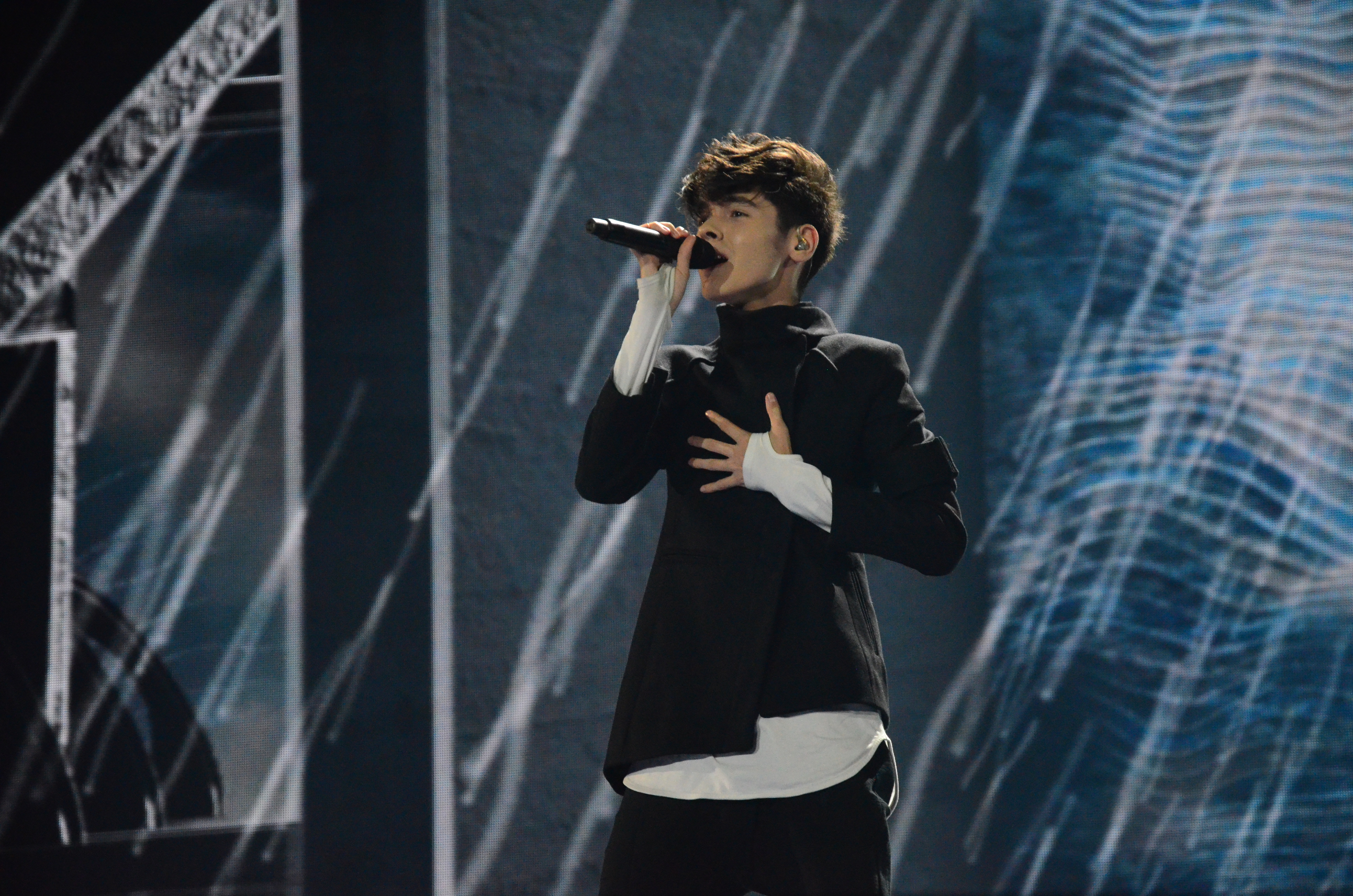
Bulgarie au Concours Eurovision de la chanson 2017.

La Bulgarie a une grande tradition de chant choral. L'instrument national bulgare est la cornemuse « gaida », ainsi que la flûte longitudinale en trois parties de « kaval ». Dans la plupart des régions du pays, le Gaïa Thracien (Djura Gaida) est joué, principalement pour la danse, tandis que dans les Rhodopes, le Kaba Gaïa aigu est utilisé pour accompagner les ballades pour la plupart des bals. Figurent parmi les compositeurs bulgares Dobri Khristov (1875-1941) et Petko Staynov (1896–1977).

### Tourisme
Chaque année, la Bulgarie accueille 8,9 millions de touristes, principalement de Russie, de Roumanie, d'Allemagne, du Royaume-Uni et de la Scandinavie. Les types de tourisme principaux sont le tourisme de masse, de culture et de vin.
Depuis 1995, le tourisme balnéaire s'est fortement développé le long de la mer Noire, notamment à Slantchev Briag, à Albena ou aux Sables d'or (Zlatni Pyasatsi), près de Varna. Certains sites historiques sont également d'intérêt : on citera notamment Veliko Tarnovo, dont la citadelle est parfois l'objet d'un spectacle son et lumière retraçant l'histoire de la Bulgarie à travers les siècles, et le monastère de Rila. Les principales stations de ski de Bulgarie sont Bansko (massif du Pirin), Borovets (massif du Rila) qui est la station historique de Bulgarie et Pamporovo située dans les monts Rhodopes, non loin de la frontière avec la Grèce. Elles attirent aussi leur lot de touristes étrangers (anglais, russes) et nationaux.

### Curiosités
Bouzloudja est un lieu-dit de Bulgarie, situé à quelques kilomètres au sud de Gabrovo, à proximité du mémorial de Chipka. Bouzloudja est aussi et surtout connu pour l'ancienne salle de congrès communiste, aujourd'hui abandonnée, à la forme particulière, celle d'un OVNI. Bien que le bâtiment ne se visite pas, de nombreux curieux y pénètrent pour admirer les fresques en forme de mosaïque ou l'ancien auditorium aujourd'hui délabré.

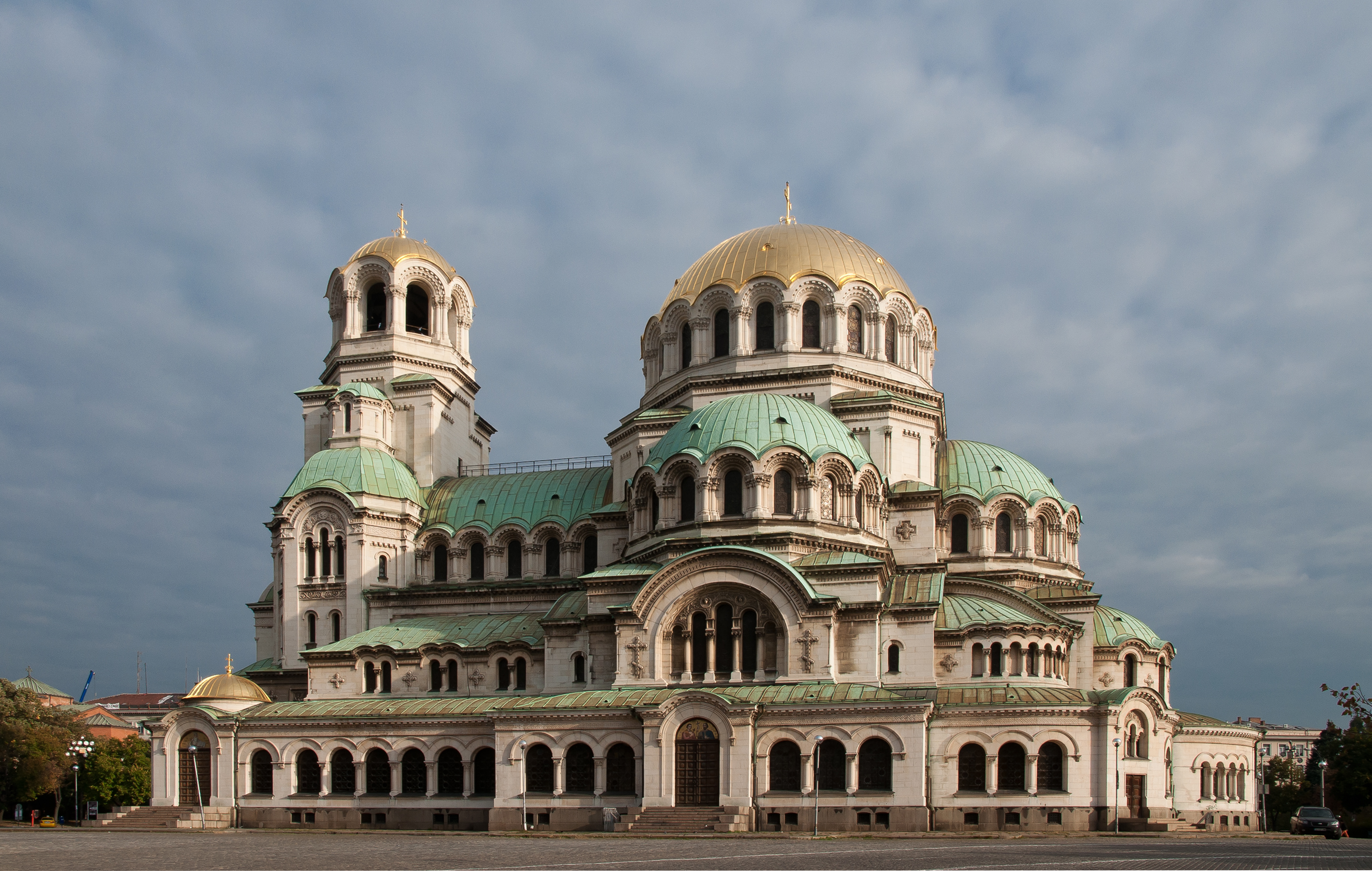
La cathédrale Alexandre-Nevski de Sofia, un des symboles du pays.
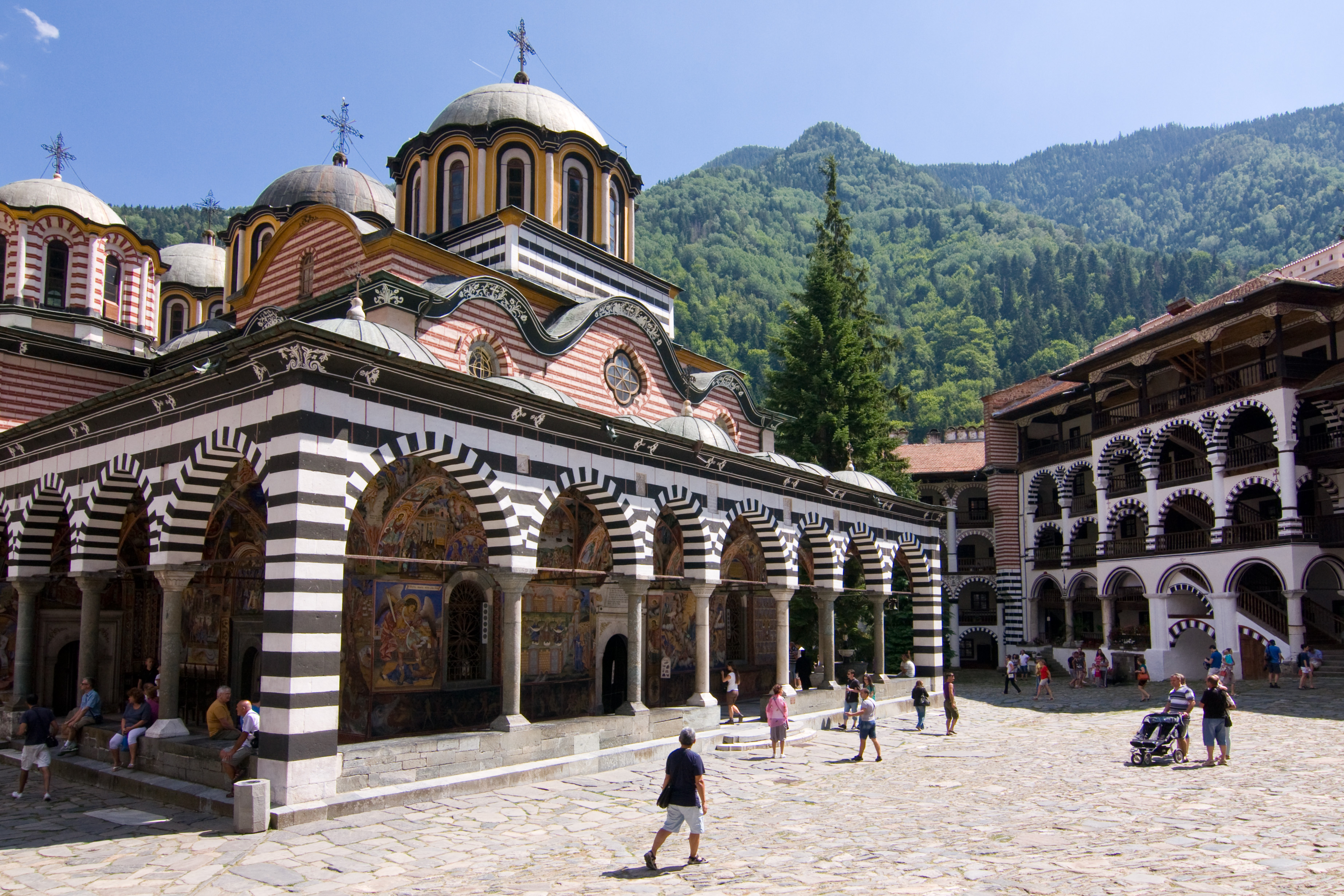
Le monastère de Rila est inscrit sur la liste du patrimoine mondial de l'UNESCO depuis 1983.
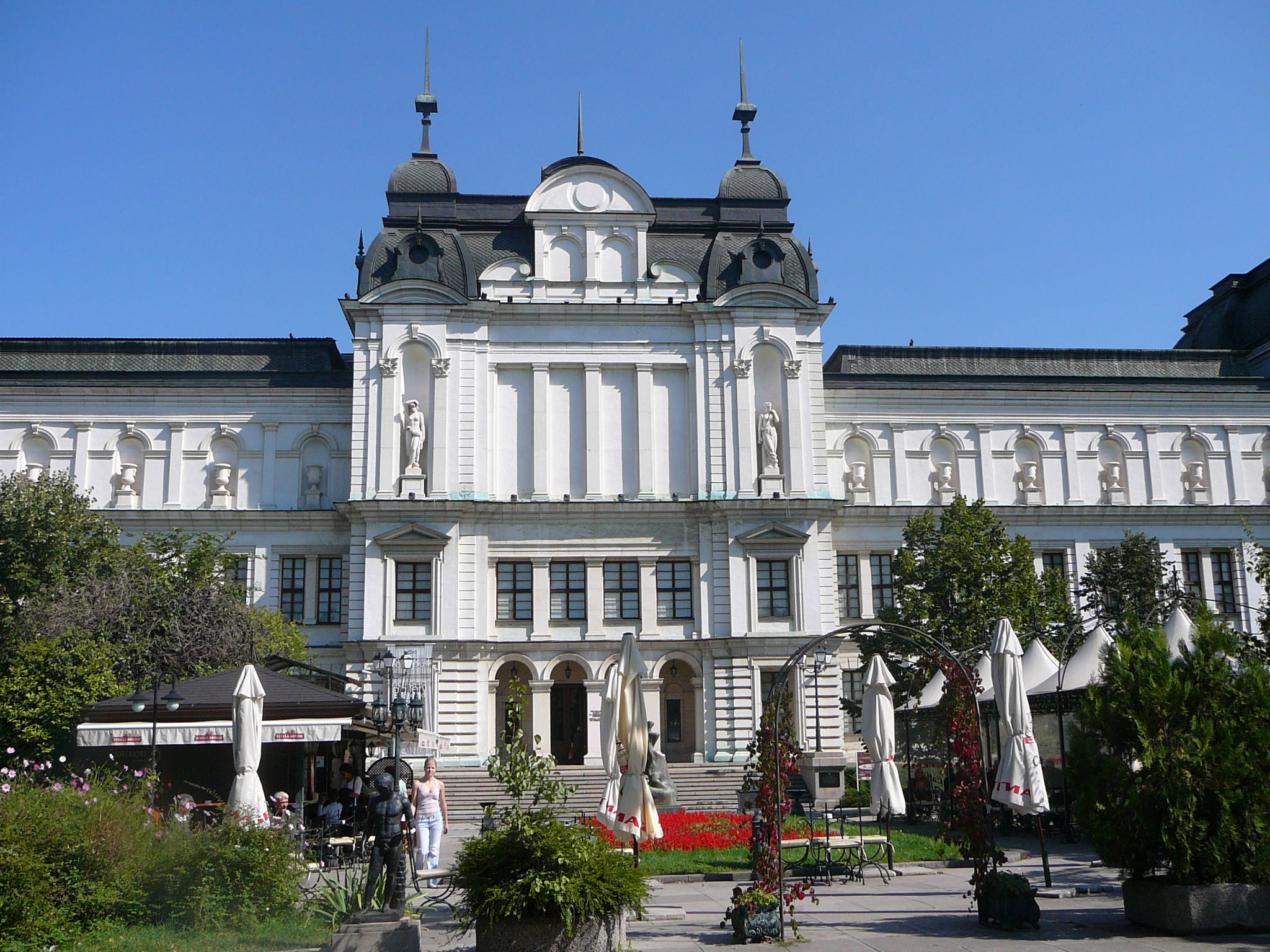
La galerie nationale d'art étranger à Sofia.
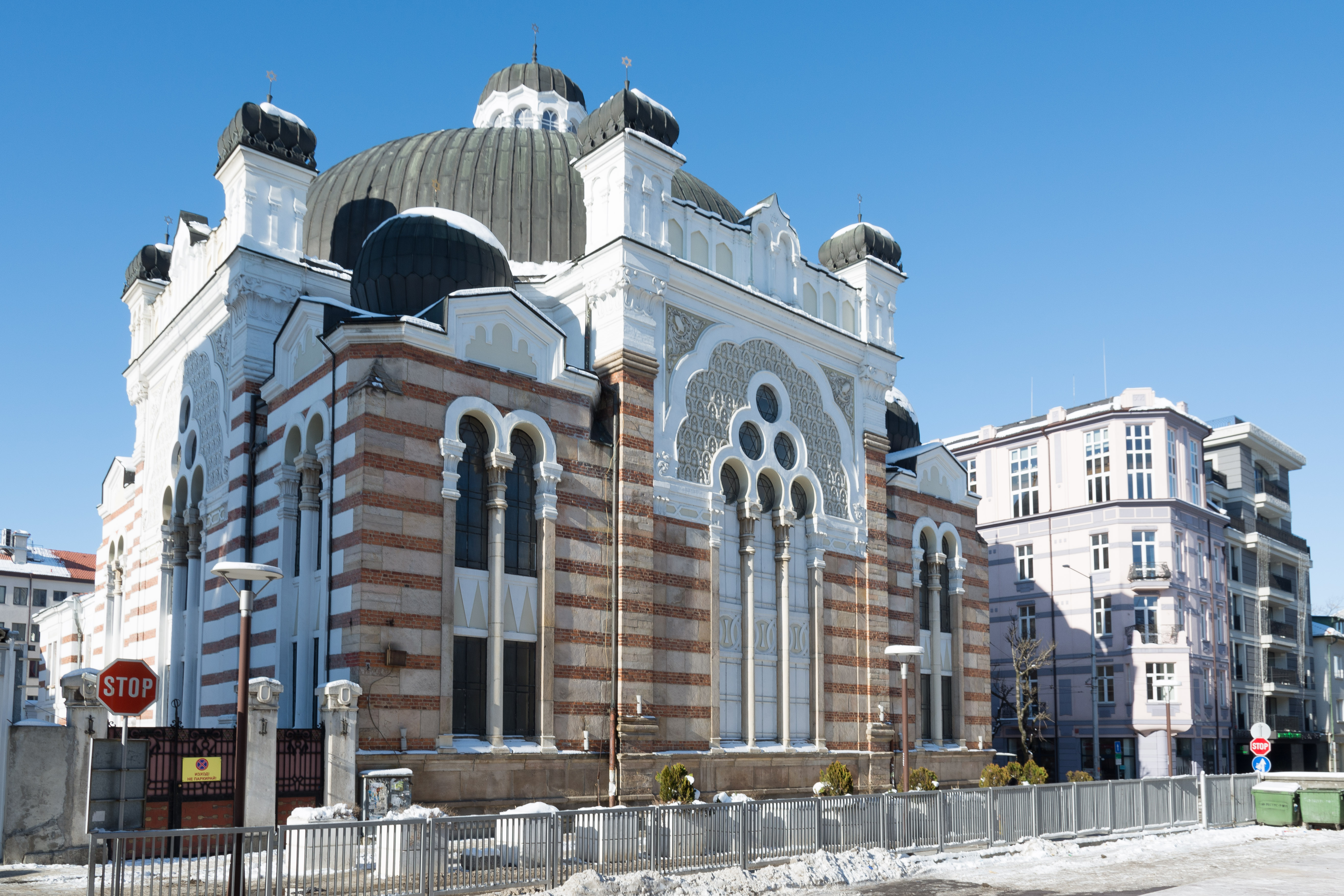
La synagogue de Sofia.
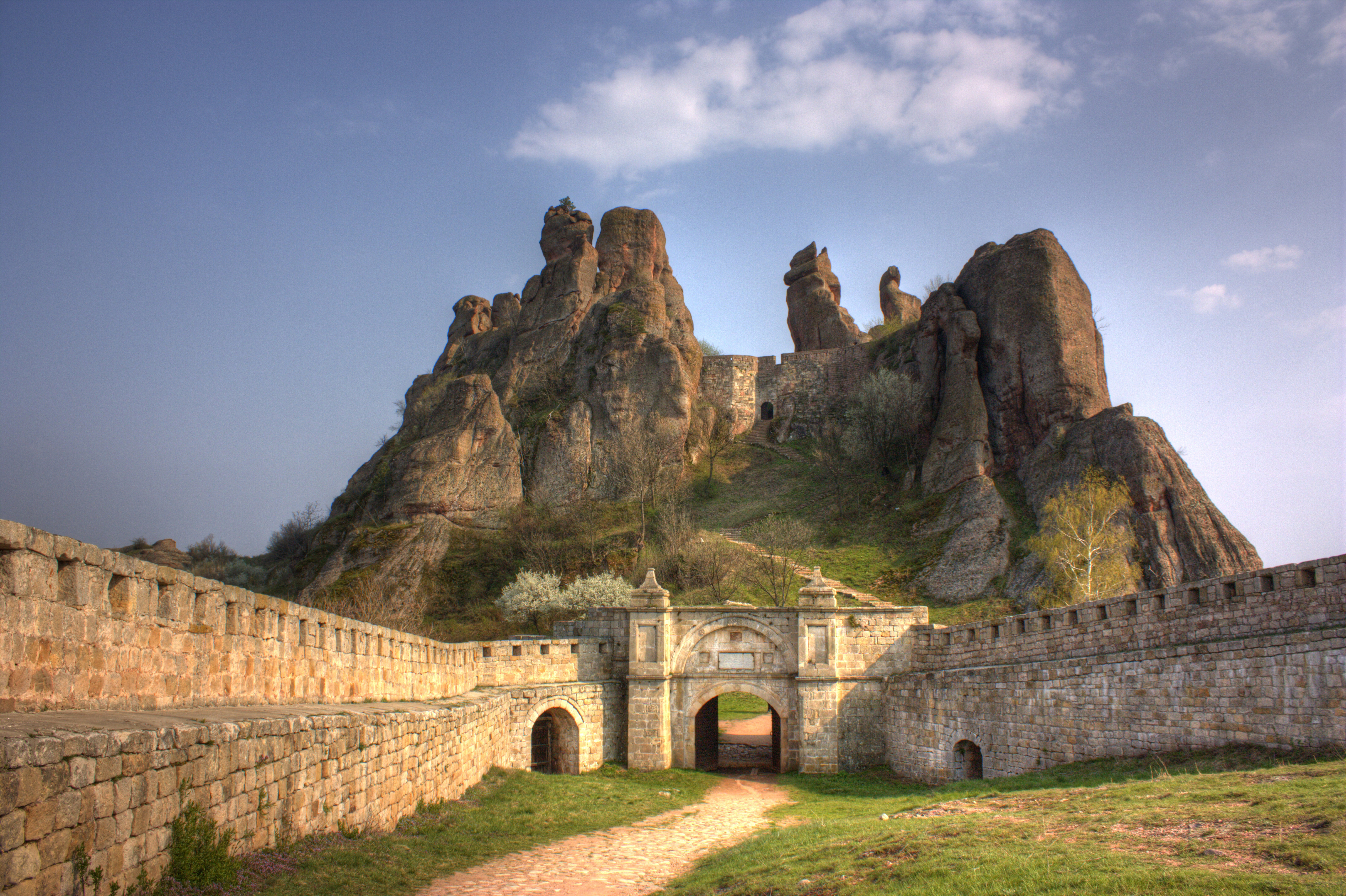
La forteresse de Belogradtchik.
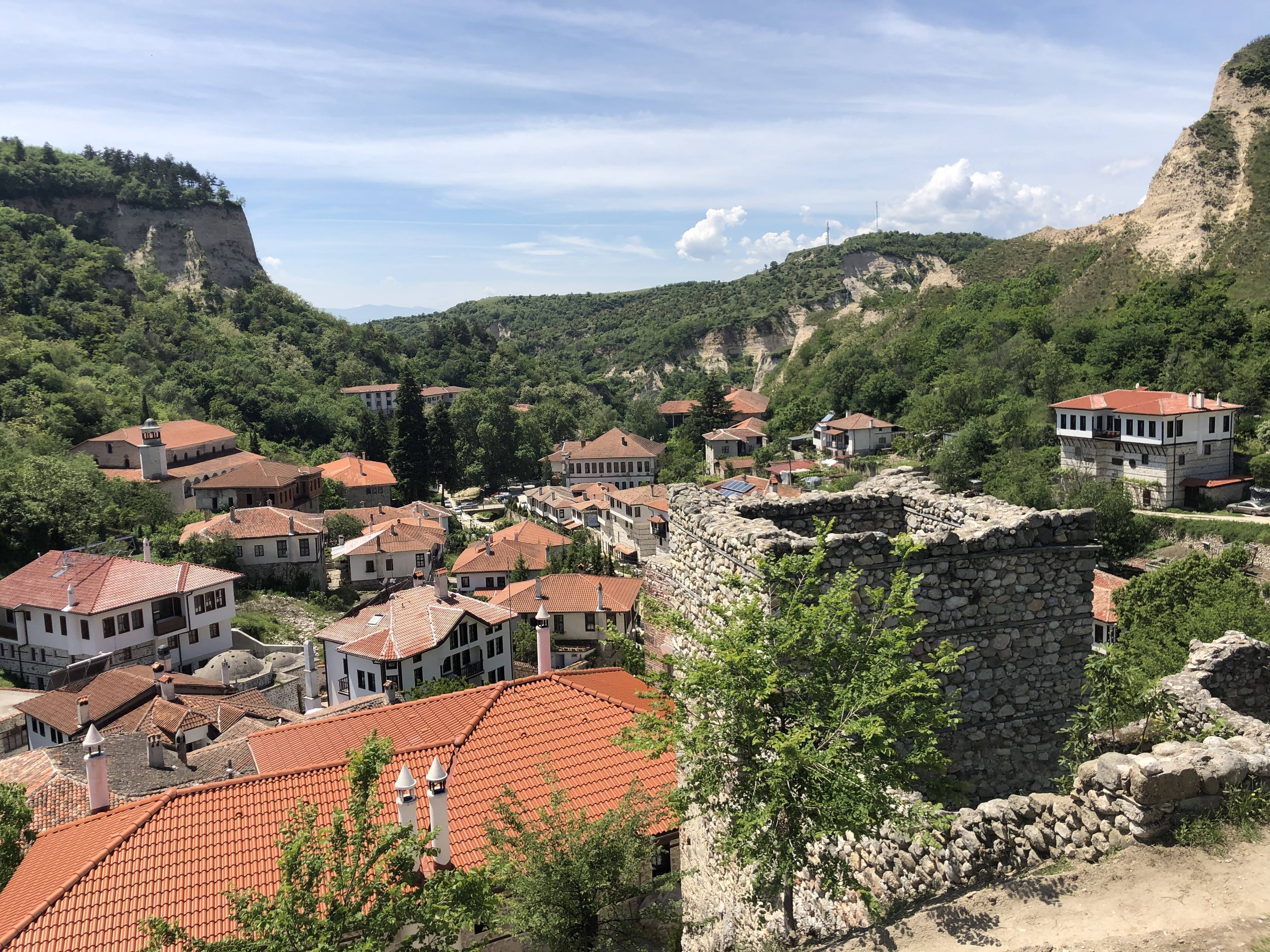
Melnik, la capitale du vin bulgare.
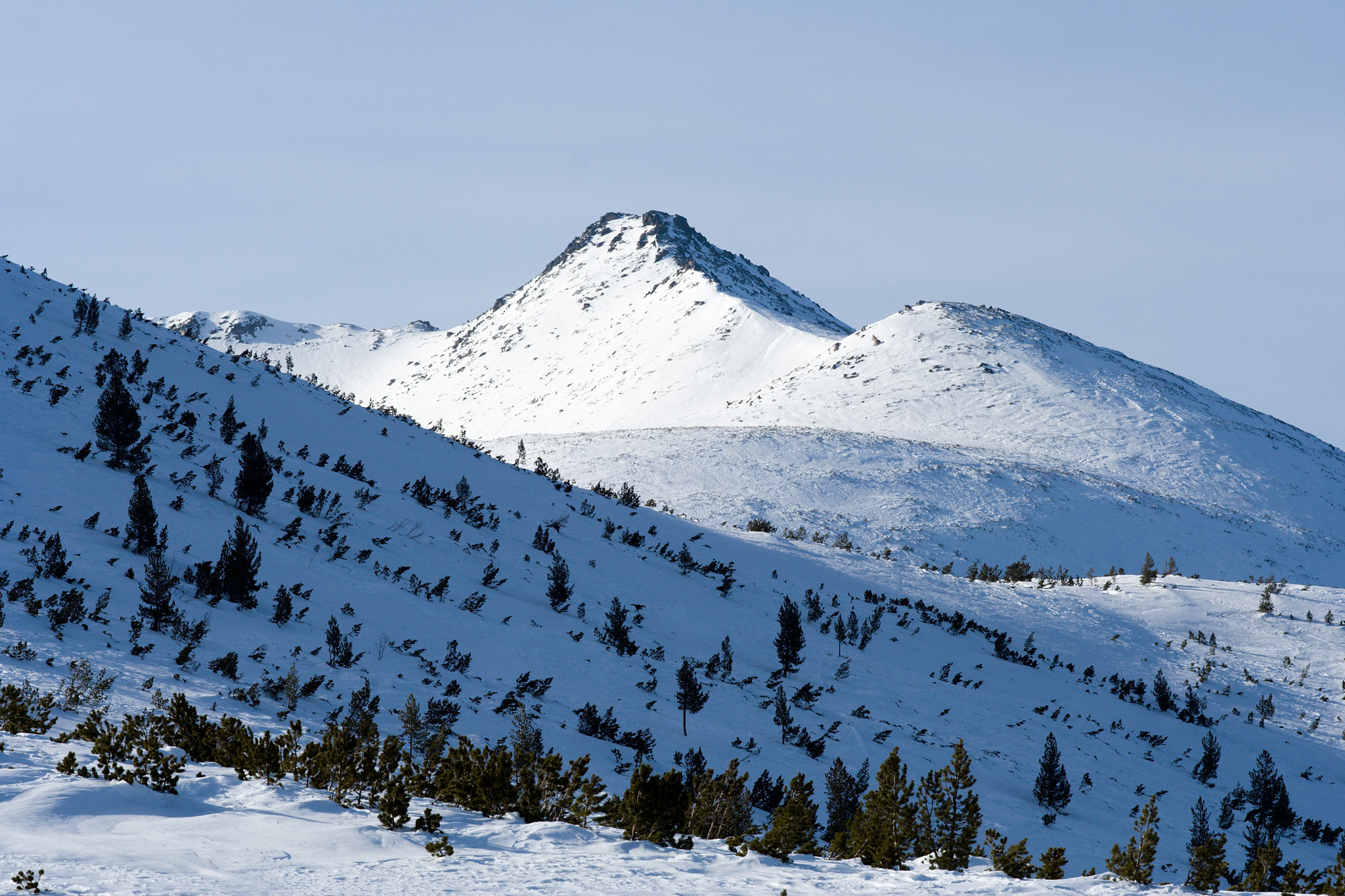
Le sommet Dessilitsa (bg).
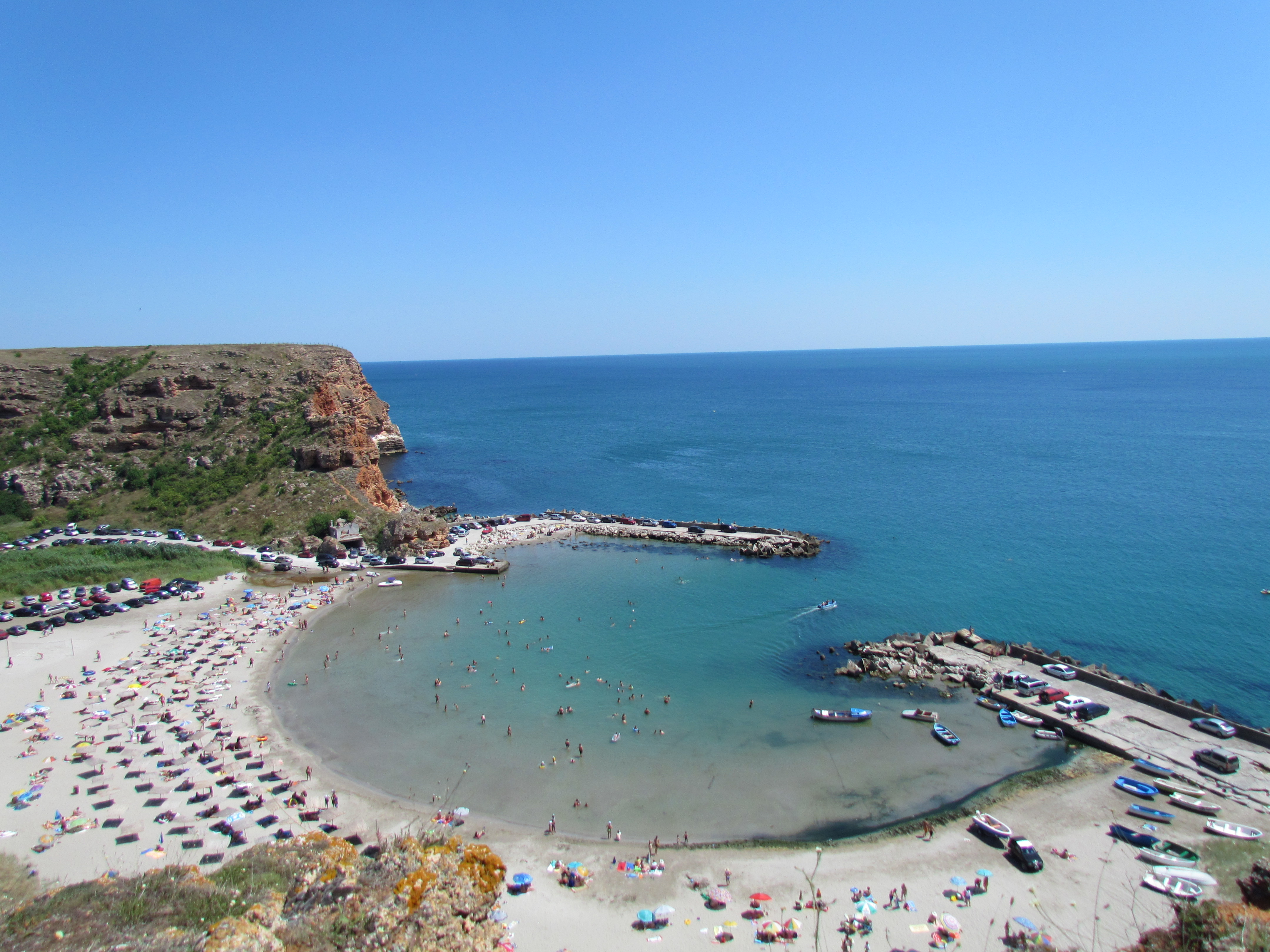
Bolata (en), une plage et réserve naturelle.
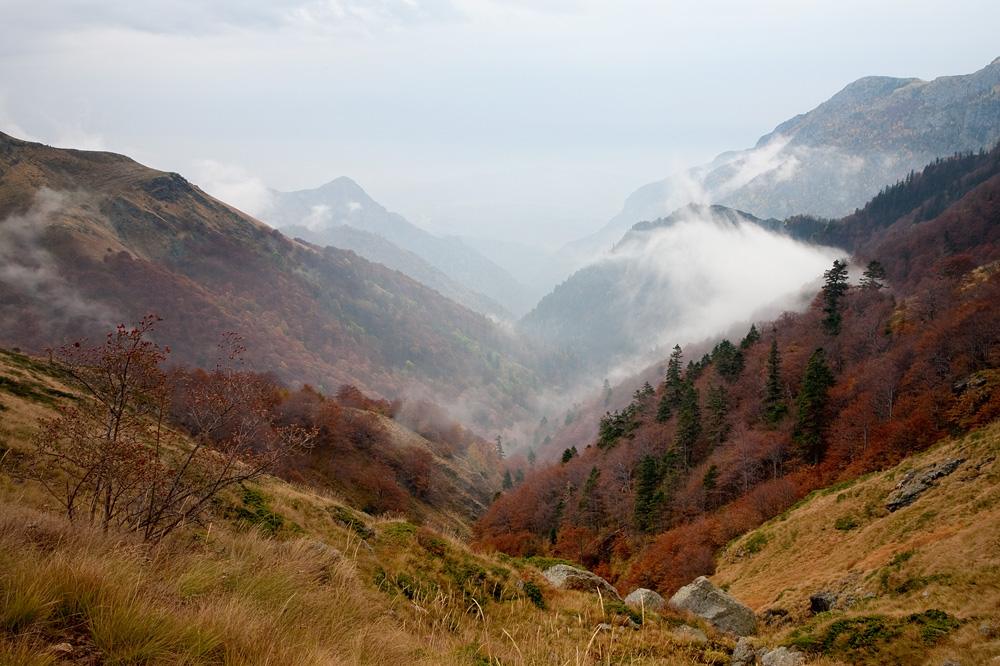
La réserve naturelle Djendema (en).
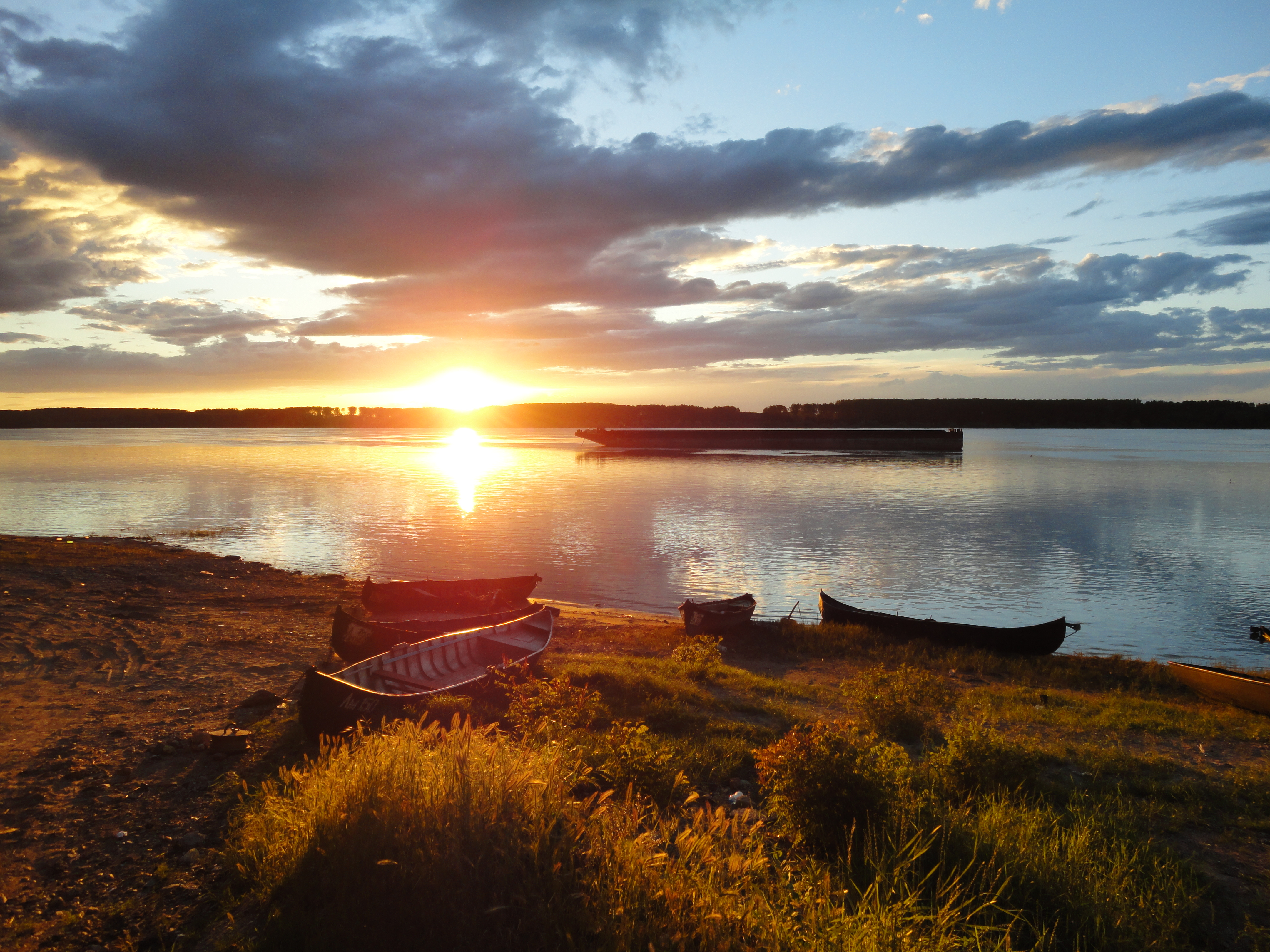
Le Danube au coucher du soleil près de Lom.
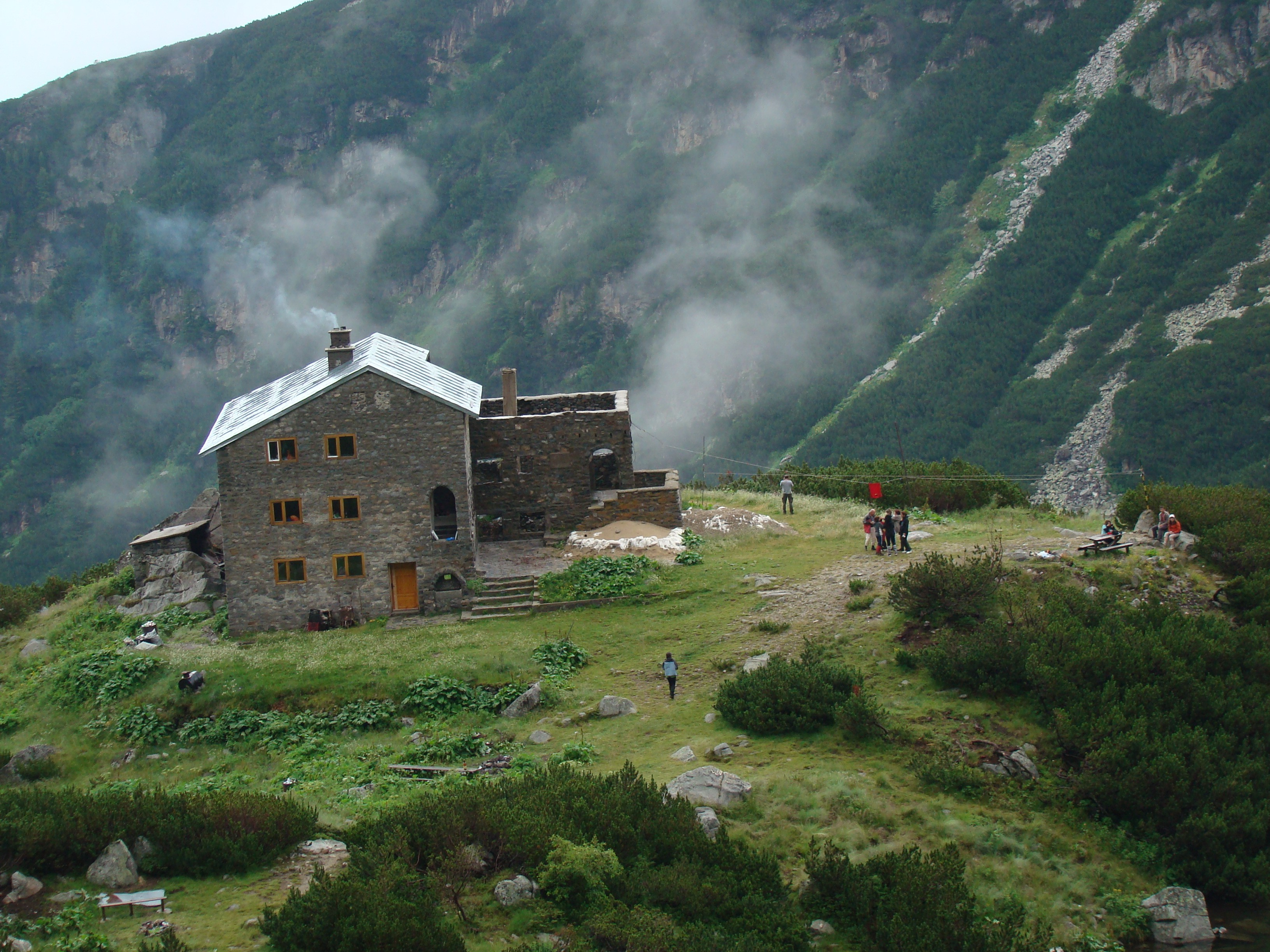
Belmeken, un chalet en Rila.
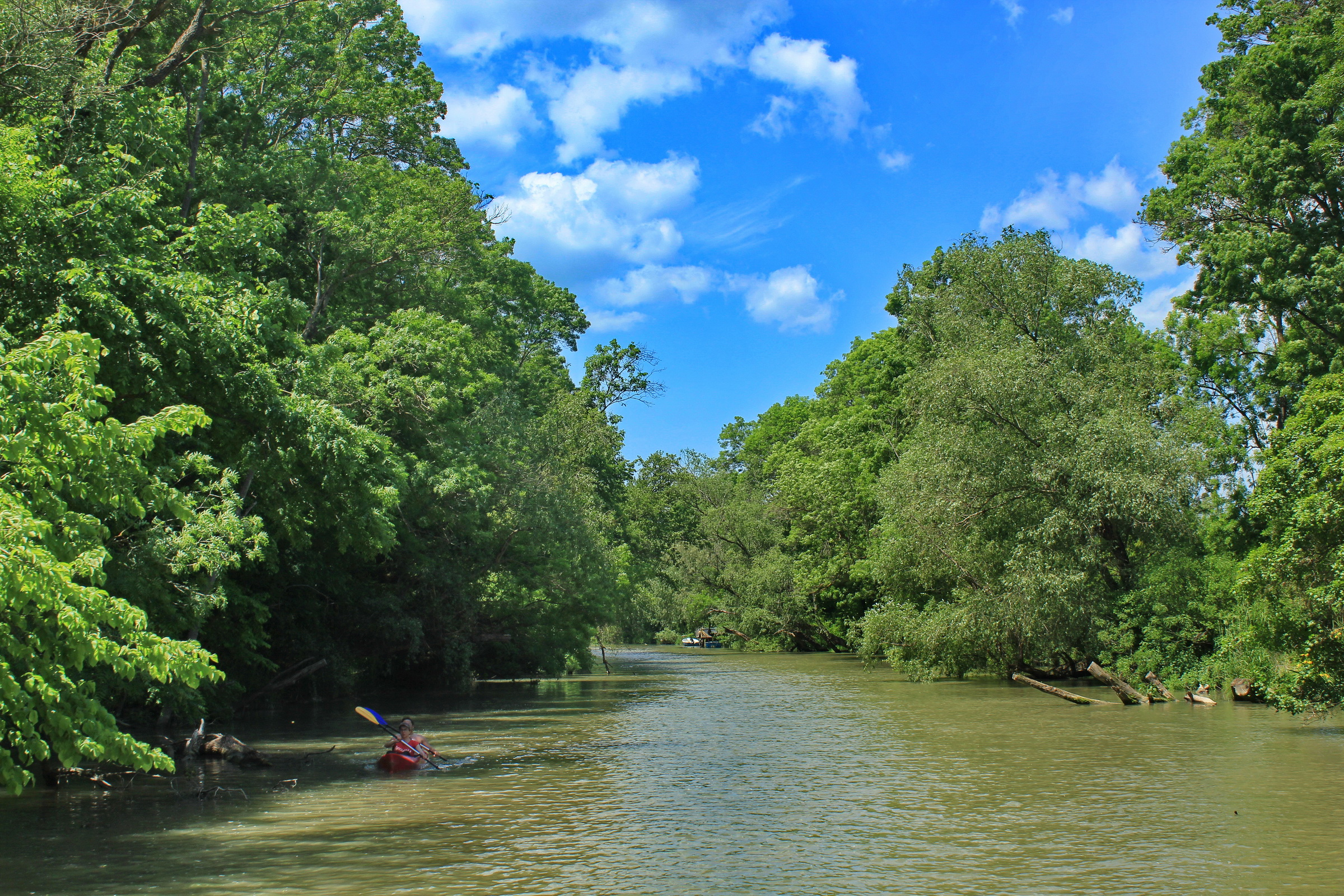
La réserve Kamchiya (en).
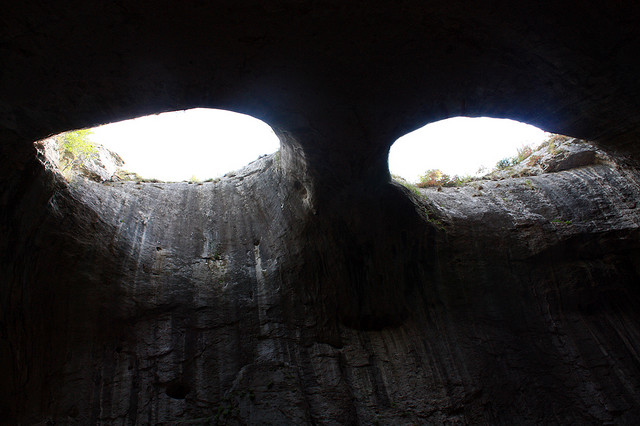
« Les Yeux » à la grotte Prohodna.
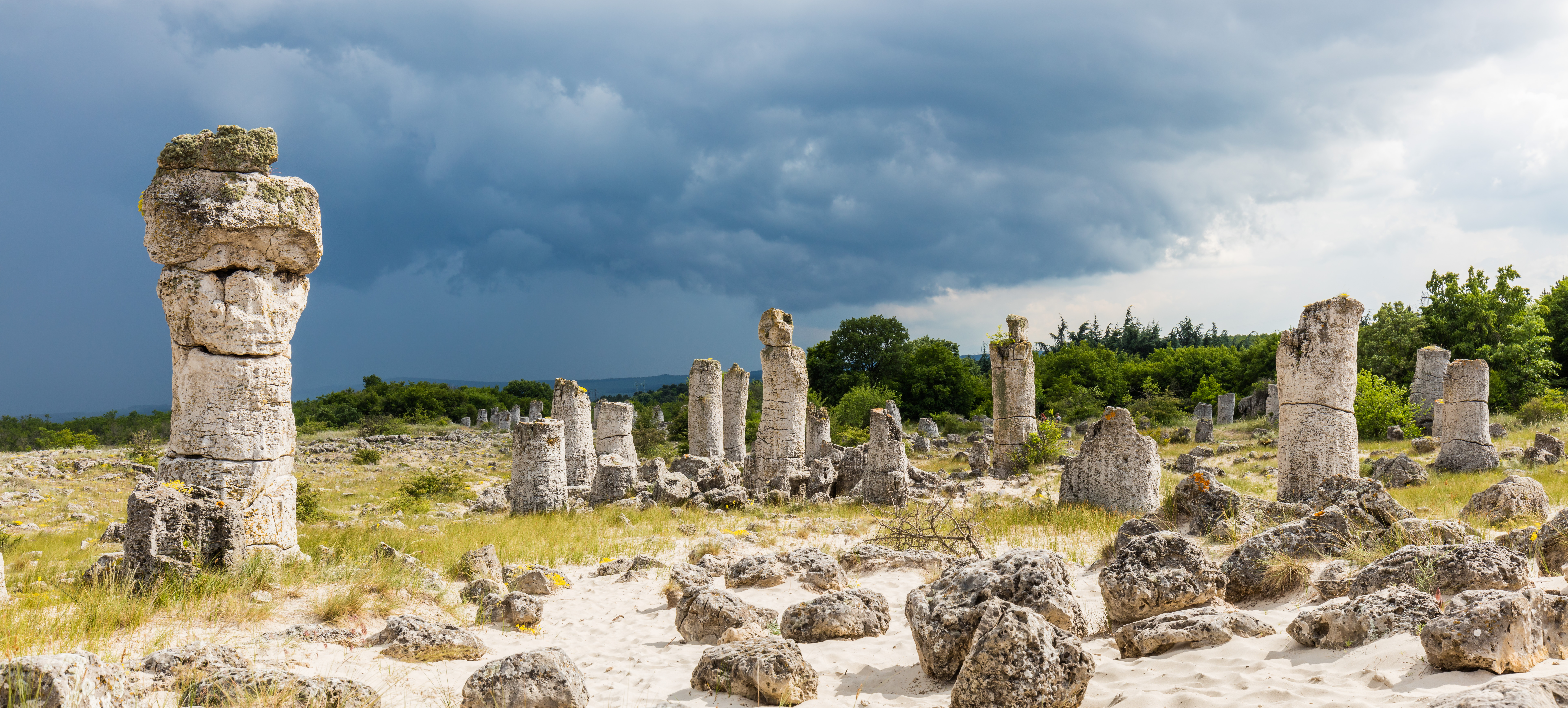
Pobiti Kamani.

### Sports
|                 |  |                  |
| Maria Grozdeva. |  | Grigor Dimitrov. |

Les sports les plus populaires en Bulgarie sont le volley-ball, le football, l'athlétisme, la boxe et la gymnastique.
- Football : sport le plus populaire en Bulgarie, il fut introduit en 1893-1894 par des professeurs de gymnastique invités dans le pays qui organisèrent le premier match national dans le collège de Varna en 1894. À la Coupe du monde 1994, les Bulgares se classèrent 4e[133].
- Volley-ball : en 2012, la Bulgarie a organisé la ligue mondiale de volley-ball à Sofia. En 2015, la Bulgarie et l'Italie ont organisé conjointement le Championnat d'Europe masculin de volley-ball.
- Tennis : Grigor Dimitrov et Tsvetana Pironkova sont deux joueurs classés parmi les meilleurs au monde.
- Lutte : certains lutteurs bulgares embrassent une carrière au Japon dans le sumo, tel Kaloyan Stefanov Mahlyanov (Katsunori Kotoôshû).
- Rallye : en 2010, la Bulgarie accueille pour la première fois une manche du championnat du monde des rallyes, le rallye de Bulgarie[134].
- Formule 1 : un Grand Prix de Formule 1 de Bulgarie devait voir le jour en 2011 ou 2012 mais les organisateurs abandonnent le projet en 2009 à cause de difficultés financières[135].

### Fêtes et jours fériés

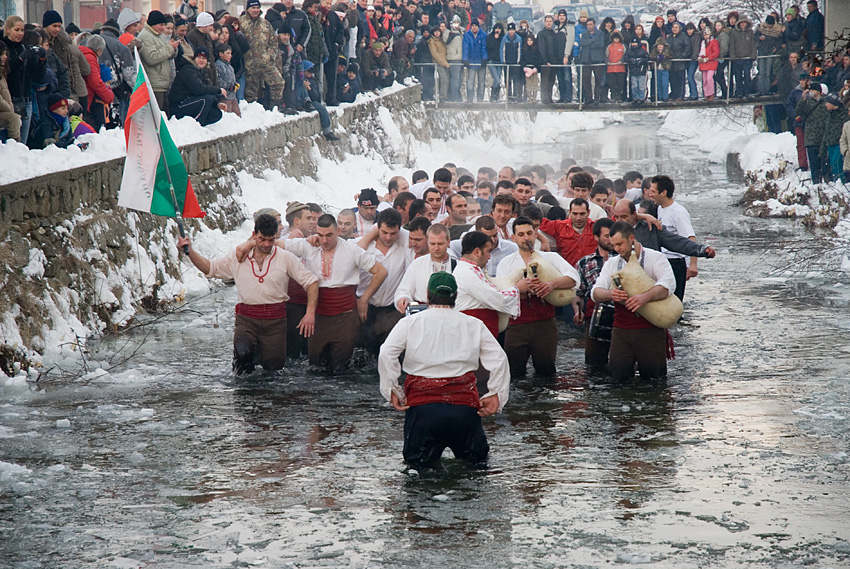
Danse traditionnelle des hommes en Bulgarie réalisée pour l'Épiphanie, dans l'eau glacée.

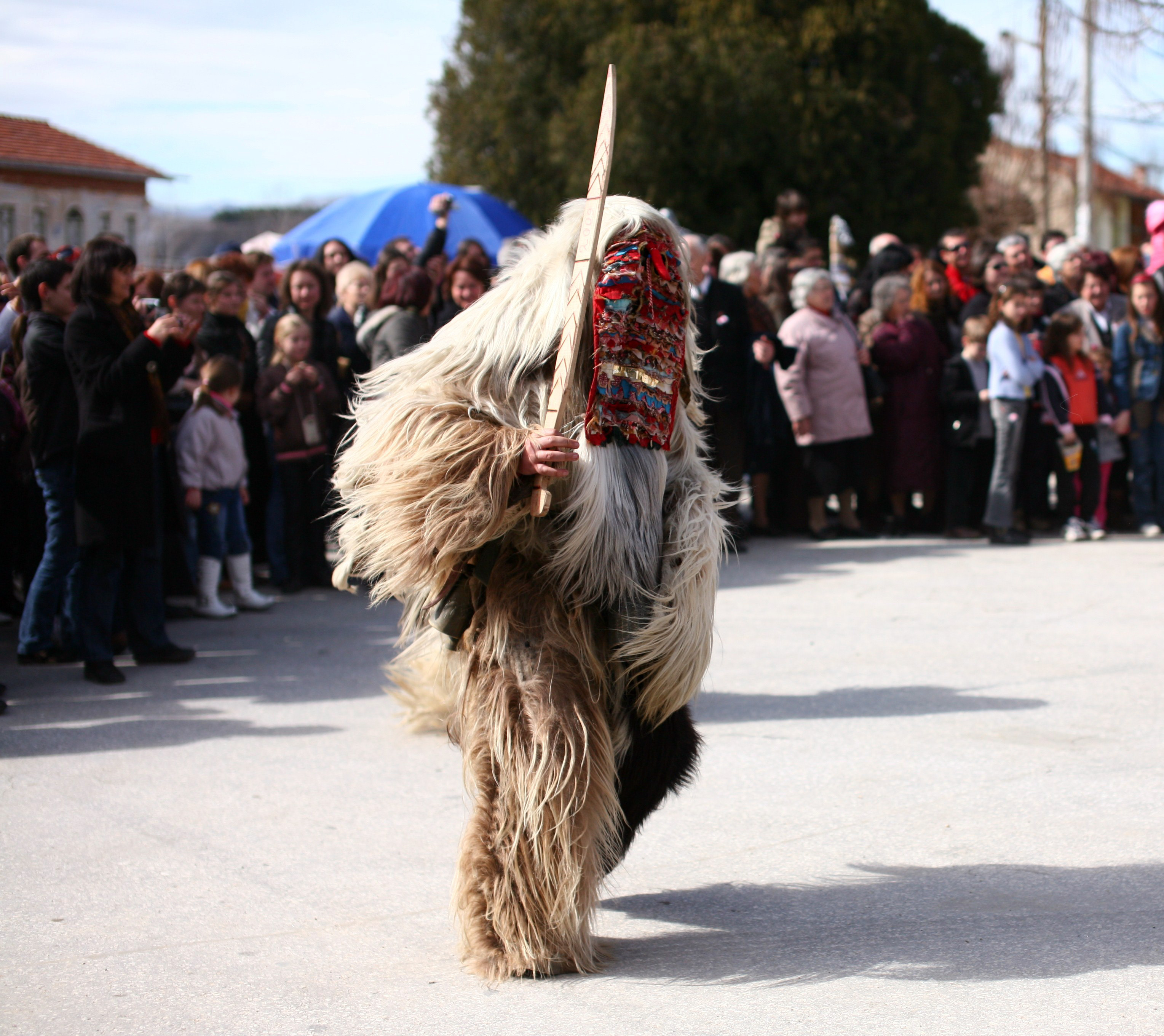
Kukeri de Lesichovo.

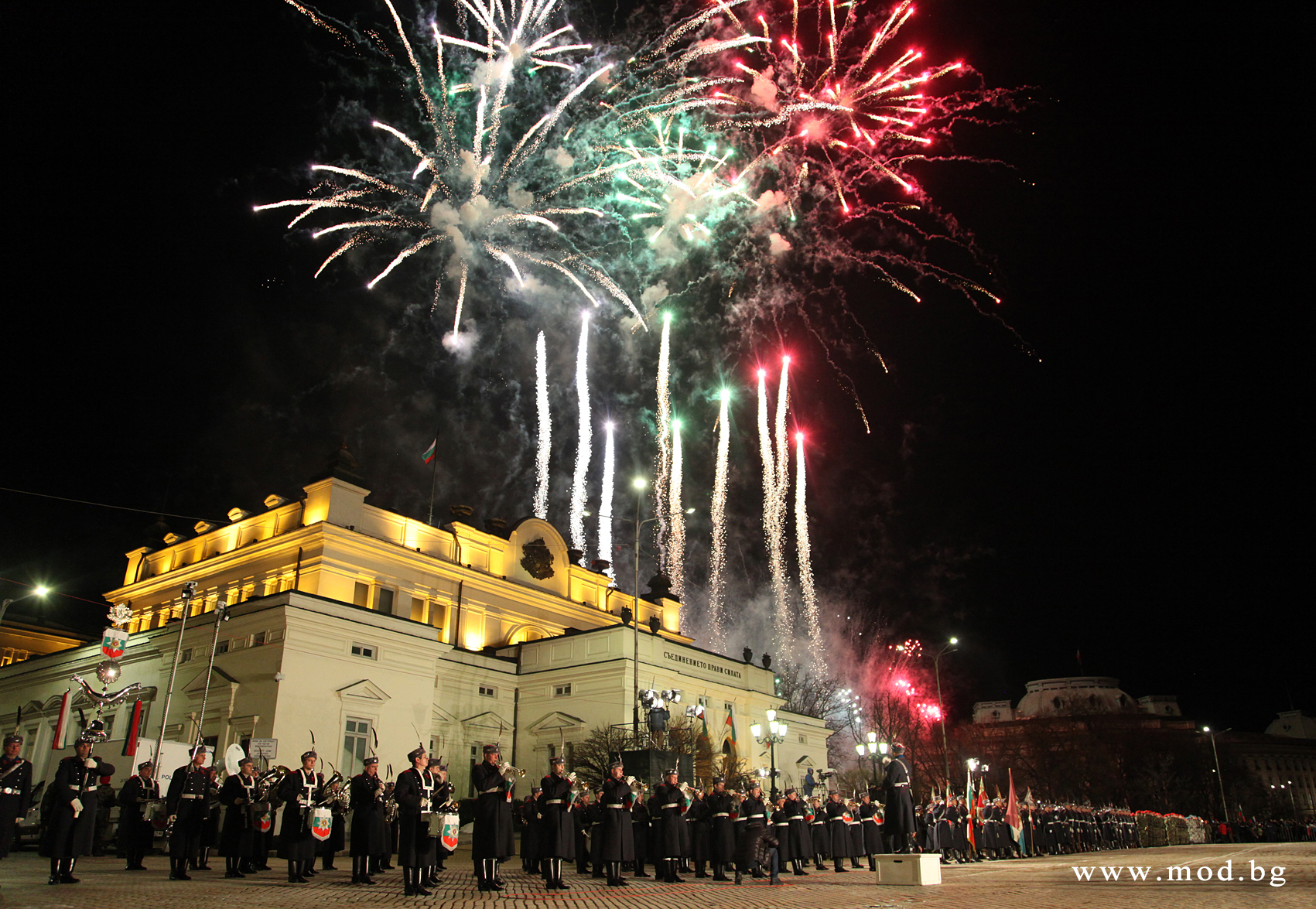
Fête nationale de la Libération.

| Date                                          | Nom français                    | Nom local                                 | Remarques |
| --------------------------------------------- | ------------------------------- | ----------------------------------------- | --- |
| 1er janvier                                   | Jour de l'An                    | Nova Godina                               | On mange un feuilleté au fromage et l'on formule un vœu pour la nouvelle année : bonheur, santé, amour, argent, etc. |
| 6 janvier                                     | Épiphanie                       | Yordanovden                               | Apparition du Christ ; on jette dans l'eau glacée des lacs et des rivières de chaque ville et village une croix orthodoxe en métal, et plusieurs jeunes hommes y plongent pour l'attraper.                                                            |
| 14 février                                    |                                 | Trifon Zarezan                            | Fête de la vigne, des vignerons et du vin ; elle tient des fêtes anciennes célébrant le dieu thrace Dionysos. La fête est également célébrée le 14 février (le 14 février du calendrier grégorien correspondant au 1er février du calendrier julien). |
| 1er mars                                      |                                 | Baba Marta                                | Martenitsa, tradition célébrant l'approche du Printemps. |
| 3 mars                                        | Fête nationale de la Libération | Natsionalen Praznik                       | Traité de San Stefano, 1878, marquant la fin de la Guerre russo-turque et la libération de la Bulgarie. |
| 25 mars                                       | Annonciation                    | Blagovechtenie                            | |
| samedi de la première semaine du Grand Carême | Fête du cheval                  | Todorovden                                | |
| une semaine avant Pâques                      | Rameaux                         | Lazarovden                                | Le samedi avant la Semaine sainte. |
|                                               | Fête des fleurs                 | Tsvetnitsa                                | Le dimanche avant la Semaine sainte ; on décore les portes d'entrée de rameaux de saule pleureur. |
|                                               | Pâques orthodoxe                | Velikden                                  | On peint des œufs durs et l'on se chamaille en tâchant de conserver son œuf entier. |
| 6 mai                                         | Saint Georges                   | Gergiovden                                | Fête nationale, mais aussi fête de l'armée bulgare, fête des bergers, et des Georges bien sûr. |
| 24 mai                                        | Saint Cyrille et Saint Méthode  | Sveti Kiril i Metodi                      | Journée de l'écriture cyrillique, de l'éducation et de la culture bulgare. |
| 6 septembre                                   | Union de la Bulgarie            | Saedinenieto na Balgaria                  | |
| 22 septembre                                  | Déclaration d'indépendance      | Obyavyavane na Nezavisimostta na Balgaria | Fête nationale |
| 24 décembre                                   | Réveillon de Noël               | Badni Vetcher                             | |
| 25 décembre                                   | Noël                            | Koleda                                    | |